# Barranquilla
Barranquilla – gmina, miasto i stolica departamentu Atlántico, w północnej Kolumbii. W 2018 roku miasto liczyło 1 274 250 mieszkańców (4. miejsce w Kolumbii po Bogocie, Medellínie i Cali), a gęstość zaludnienia wyniosła 8274,35 os./km². Miasto znajduje się na zachodnim brzegu rzeki Magdalena, około 7,5 km od jej ujścia do Morza Karaibskiego. Gmina graniczy od południa z Galapą oraz Soledad, a od północy z Puerto Colombią. Barranquilla była gospodarzem igrzysk Ameryki Środkowej i Karaibów w 1946 roku oraz w 2018 roku i ma być gospodarzem w 2027 roku.

## Etymologia
Nazwa Barranquilla nawiązuje do wąwozów, które istniały na terenie przylegającym do rzeki Magdaleny, gdzie powstało miasto.

### Przydomki
W 1849 roku prezydent Nowej Granady Tomás Cipriano de Mosquera podczas odwiedzin, nadał miastu przydomek La Arenosa (Piaszczysta). W 1921 roku prezydent Kolumbii Marco Fidel Suárez nazwał miasto Złotą Bramą Republiki (La Pórtico Dorado de la República) w uznaniu jego znaczenia gospodarczego. W 1946 roku, otwierając V Igrzyska Ameryki Środkowej i Karaibów, prezydent Luis Mariano Ospina Pérez nazwał miasto Złotą Bramą Kolumbii (La Puerta de Oro de Colombia). W drugiej połowie XX wieku Agustín Nieto Caballero nazwał Barranquilla Miastem otwartych ramion (Ciudad de los Brazos Abiertos).

## Symbole

### Flaga

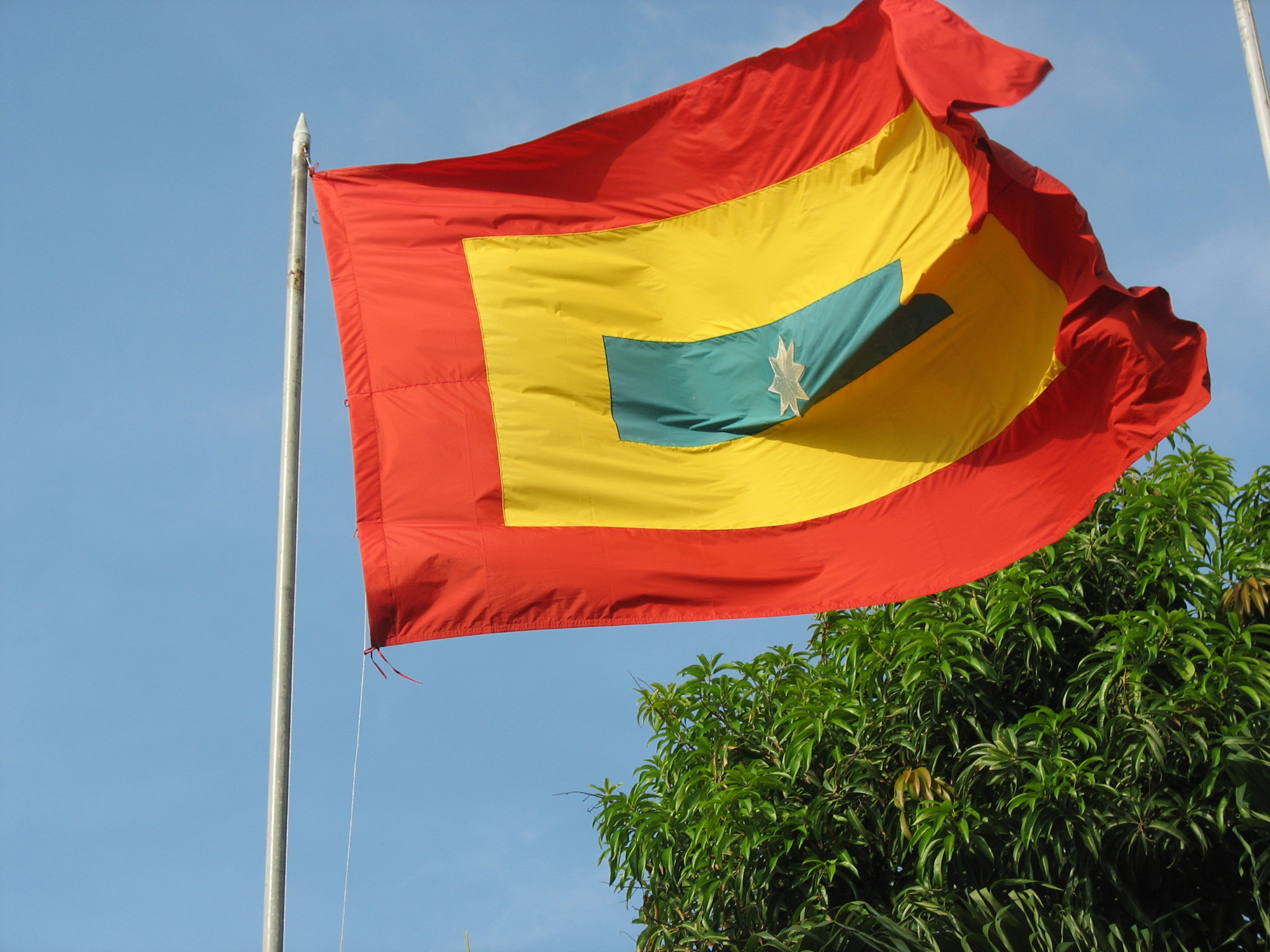
Flaga Barranquilla

W 1812 roku przyjęto na flagę Barranquilla, flagę Cartageny de Indias, składającą się z trzech prostokątów, z których najbardziej wysunięty na zewnątrz jest czerwony, zielony jest pośrodku flagi, a pomiędzy nimi znajduje się żółty prostokąt. W samym środku flagi znajduje się ośmioramienna, biała gwiazda.

### Hymn
Hymn Barranquilla został wybrany w konkursie organizowanym przez Towarzystwo Ulepszeń Publicznych i oficjalnie przyjęty jako hymn przez Radę Miasta 19 października 1942 roku. Autorem tekstu jest Amira de la Rosa, kolumbijska poetka, a autorem muzyki jest panamski muzyk Simón Urbina.

## Historia
Pierwsza wzmianka o Barranquilla pochodzi z 1533 roku, której autorem jest Gonzalo Fernandes Oviedo y Valdes. Opisuje w niej podróż Pedra de Heredia na kilka tygodni przed założeniem Cartageny de Indias i wspomina, że był to punkt postoju kajaków dla Indian z Santa Marta. Około 1629 roku założono pierwszą osadę w okolicach dzisiejszego Barranquilla.

### Okres wojny o niepodległość

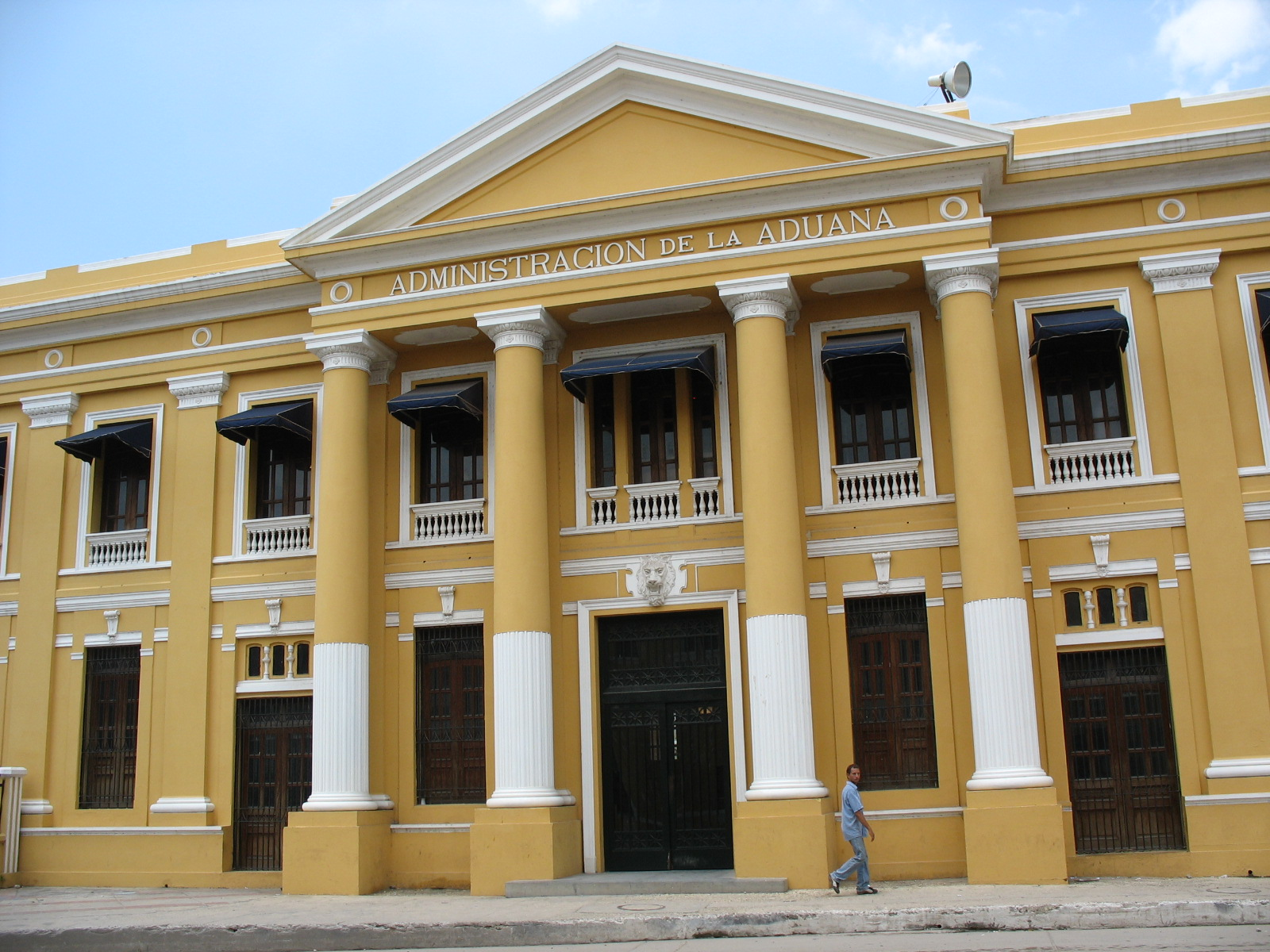
Dawny budynek administracji celnej w Barranquilla

W 1812 roku mieszkańcy Barranquilla dołączyli się do ruchu niepodległościowego. W tym samym roku wioska została zaatakowana przez francuskiego generała Pierre Labatuta. 7 kwietnia 1813 roku prezydent Cartageny de Indias Manuel Rodríguez Torices przyznał Barranquilli tytuł miasta w nagrodę za pomoc w obronie Cartageny przed wojskami Santa Marty. 25 kwietnia 1815 roku Barranquilla zostało zaatakowane i zajęte przez wojska hiszpańskie pod dowództwem pułkownika Valentína Capmaniego. W 1821 roku wygnano Hiszpan z Barranquilla, a 10 października padła ich ostatnia twierdza, Cartagena de Indias. W tym samym roku wybrano pierwszego burmistrza Barranquilli, Agustína Del Valla.

### Okres republiki

#### XIX wiek

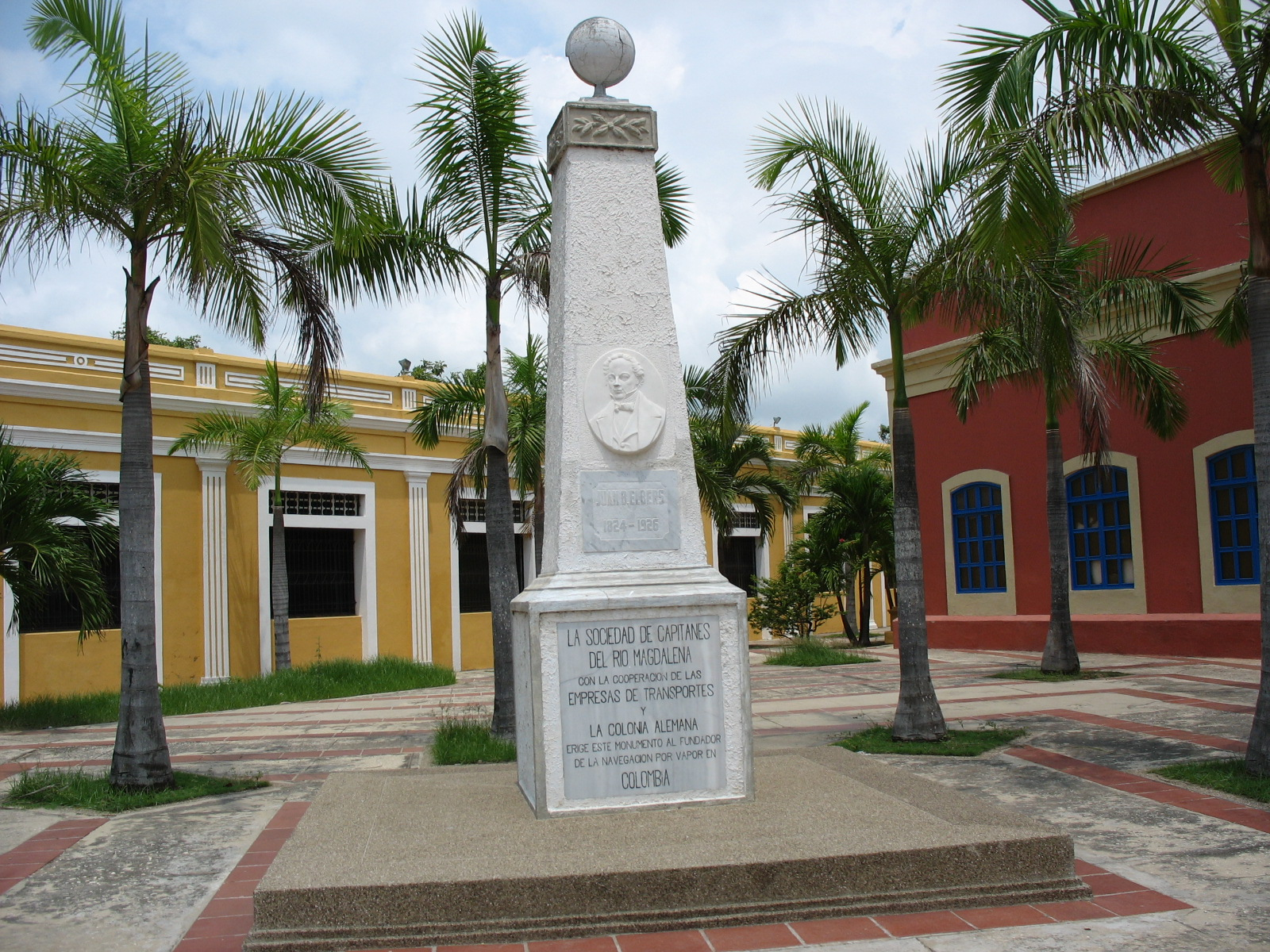
Pomnik postawiony ku czci Juana Bernarda Elbersa

Miasto nabrało znaczenia w pierwszej połowie XIX wieku. Dzięki wynalezieniu parowców, 10 listopada otwarto trasę handlową, na rzece Magdalena, która zapoczątkowała wymianę towarów z miastami w środku Kolumbii. Barranquilla stała się głównym portem eksportu kawy. Wraz z ustanowieniem nowego narodu, Republiki Nowej Granady w 1831 roku, w Barranquilla rozpoczęły się dwie rewolucje skierowane przeciwko dyktaturze Rafaela Urdanety. Pierwszą z nich kierowali Policarpo Martínez, Antonio Pantoja, Lorenzo Hernández, Crispín Luque, Esteban Márquez i Santosa de la Hoz, została stłumiona przez generała Ignacia Luqua. Drugą kierował generał Ignacio Luque, który stłumił pierwszą rewolucję. Na początku czerwca 1849 roku w Barranquilla wybuchła epidemia cholery, którą przywieźli ze sobą marynarze na statku z Panamy. 6 stycznia 1885 roku miasto zajęły siły rewolucyjne pod dowództwem generała Ricardo Gaitána Obeso. 11 lutego szef rządu generał Vicente Carlos Urueta zaatakował wojska Obesa. Po początkowych sukcesach Urueta, Obeso ściągnął dodatkowe wojska i zwyciężył. W 1886 roku Barranquilla stała się jednym z 34 nowych departamentów, tworzących prowincję Barranquilla i Sabanalarga.

#### XX wiek

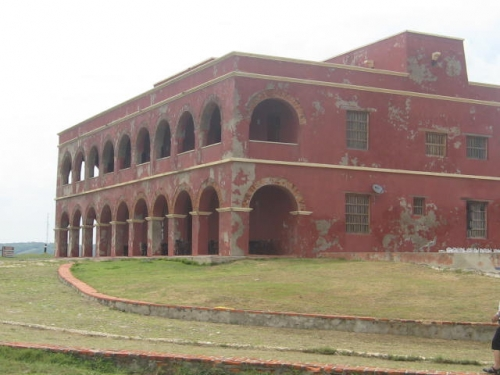
Zamek Salgar w Barranquilla

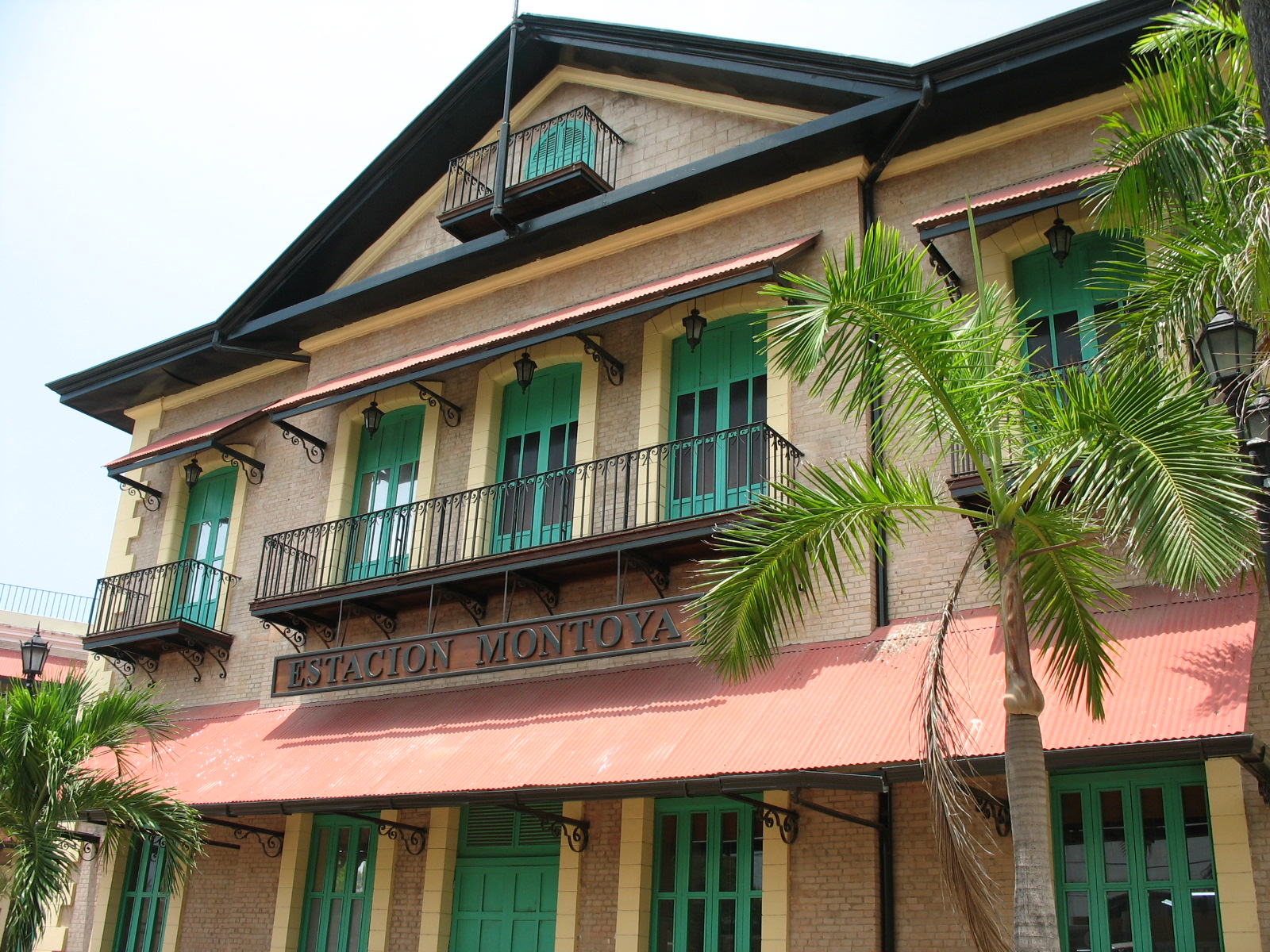
Stacja Montoya na linii kolejowej Barranquilla-Sabanilla

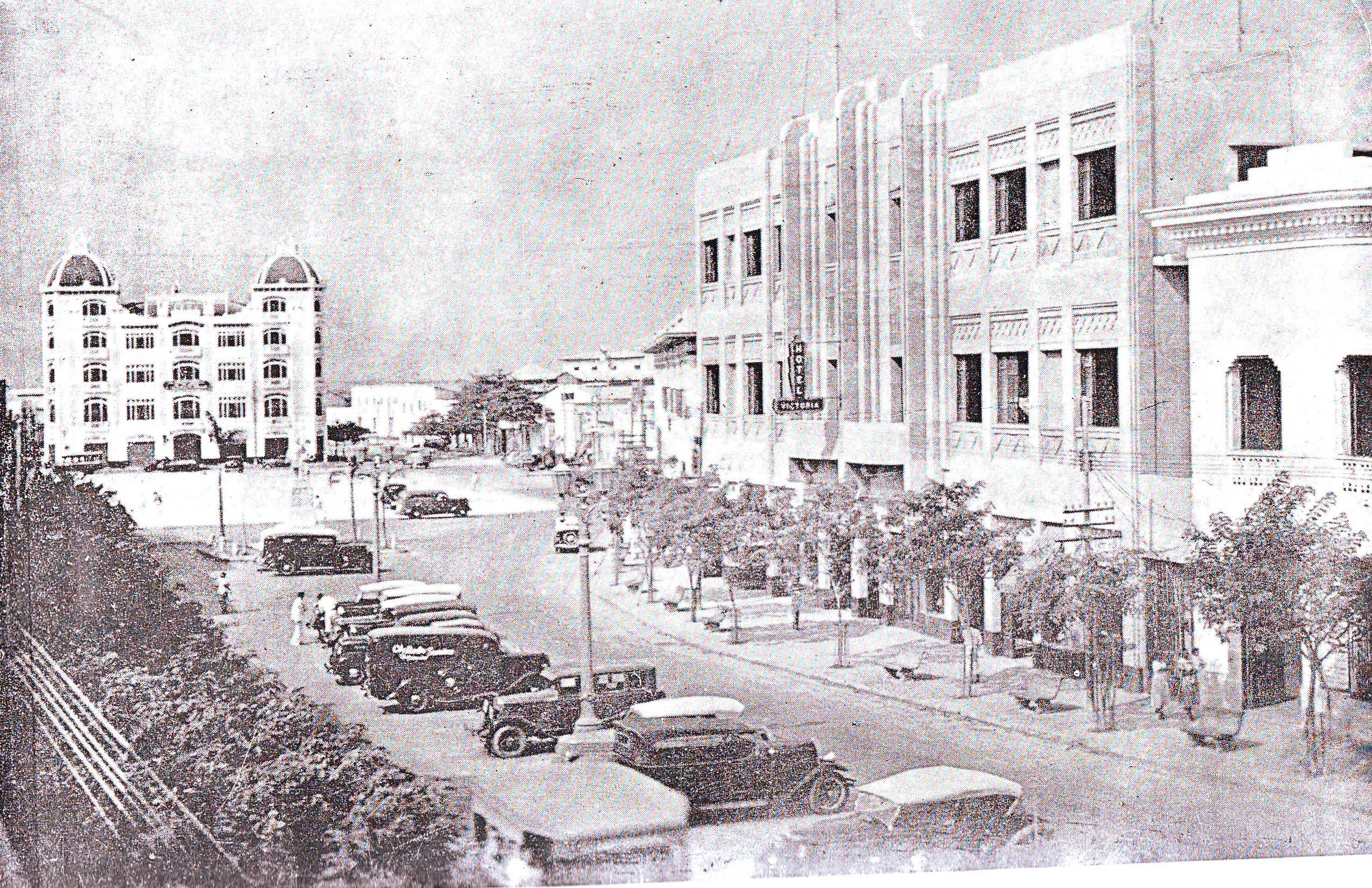
Paseo de Colón, centrum handlowe iw Barranquilla, czynne w latach 1900–1937

W ramach restrukturyzacji państwa, którą generał Rafael Reyes podjął jako prezydent Republiki, Narodowe Zgromadzenie Ustawodawcze ustawą z 11 kwietnia 1905 roku utworzyło departament Atlántico składający się z prowincji Barranquilla i Sabanalarga, ze stolicą w Barranquilla. W 1908 roku departament Atlántico został zniesiony, i utworzono dwa nowe departamenty Barranquilla i Sabanalarga. Po rezygnacji Reyesa z funkcji prezydenta, w 1909 rok departament Barranquilla został zniesiony, a Barranquilla stała się częścią departamentu Bolívar. 14 lipca 1910 roku Narodowe Zgromadzenie Ustawodawcze ponownie utworzono departament Atlántico, którego stolicą ponownie została Barranquilla. W związku z rozwojem miasta i jego boomem gospodarczym 28 czerwca 1905 roku utworzono Izbę Handlową Barranquilla. 5 grudnia 1919 roku powstała pierwsza komercyjna linia lotnicza na kontynencie amerykańskim i druga na świecie, Sociedad Colombo Alemana de Transportes Aéreos (SCADTA), która kilka lat później została przekształcona w Avianca. 8 czerwca 1924 roku w okolicach Barranquilli, rozbił się samolot Tolima A–16, pilotowany przez niemieckiego lotnika Helmutha von Krohna. W 1929 roku w mieście zbudowano akwedukt, doprowadzający wodę do około 80% wszystkich budynków. W sierpniu 1925 roku SCADTA wykonała pierwszy międzynarodowy lot, między Barranquilla, a Key West. 8 grudnia 1929 roku powstała pierwsza prywatna, komercyjna stacja radiowa w kraju (pierwszą stacją w Kolumbii był państwowy HJN z Bogoty). La Voz de Barranquilla. Od 1958 roku do lat 80. miasto podupadło ekonomicznie, głównie z powodu bankructwa zakładów przemysłowych. W 1958 roku w Barranquilla utworzono, pierwszą w Kolumbii, strefę wolnego handlu. 18 sierpnia 1993 roku Kongres Republiki Kolumbii ustanowił Barranquilla specjalnym okręgiem przemysłowo-portowym.

#### XXI wiek
W 2012 roku rozpoczęto budowę kanalizacji burzowej na ulicach najbardziej zalewanych podczas deszczu. W sierpniu rozpoczęto pracę nad przebudową mostu Pumarejo, która zakończyła się w 2018 roku, a w 2019 roku oddano do użytku.

## Geografia

### Hydrologia
Główną rzeką płynącą obok miasta jest rzeka Magdalena. Dodatkowo, przez miasto przepływają takie rzeki jak: Arriba, Los Tramposos, La Ahuyama, La Tablaza oraz Las Compañías. Niedaleko miasta znajduje się bagno Mallorquín, które jest północną częścią równiny zalewowej rzeki Magdaleny. Bagno ma powierzchnię 6,5 km² oraz średnią głębokość 1 metra.

### Klimat
Barranquila leży w strefie klimatów zwrotnikowych (tropikalnych). Średnia dobowa temperatura wynosi 27 °C. Najcieplejszym miesiącem jest maj (29 °C), a najzimniejszym jest styczeń (24 °C). Średnia suma opadów wynosi 1148,7 milimetrów rocznie. Najbardziej wilgotnym miesiącem jest październik (342 milimetry opadów), a najbardziej suchym jest luty (0–1 milimetra opadów). Średnia suma deszczowych dni w ciągu roku wynosi 73 dni.
| Miesiąc                                                              | Sty  | Lut  | Mar  | Kwi  | Maj  | Cze  | Lip  | Sie  | Wrz  | Paź  | Lis  | Gru  | Roczna |
| -------------------------------------------------------------------- | ---- | ---- | ---- | ---- | ---- | ---- | ---- | ---- | ---- | ---- | ---- | ---- | ------ |
| Średnie temperatury w dzień [°C]                                     | 31.3 | 31.6 | 32.1 | 32.9 | 33.3 | 33.0 | 32.7 | 33.2 | 32.6 | 33.2 | 31.9 | 31.5 | 32,4   |
| Średnie dobowe temperatury [°C]                                      | 26.5 | 26.7 | 27.0 | 27.5 | 28.1 | 28.1 | 27.9 | 27.9 | 27.6 | 27.2 | 27.4 | 26.9 | 27,7   |
| Średnie temperatury w nocy [°C]                                      | 23.4 | 23.7 | 24.1 | 24.7 | 24.9 | 24.8 | 24.6 | 24.5 | 24.1 | 23.9 | 24.0 | 23.8 | 24,2   |
| Opady [mm]                                                           | 1    | 0    | 1    | 24   | 116  | 85   | 67   | 107  | 154  | 164  | 74   | 27   | 822    |
| Źródło: Instituto de Hidrologia, Meteorologia y Estudios Ambientales |      |      |      |      |      |      |      |      |      |      |      |      |        |

### Flora

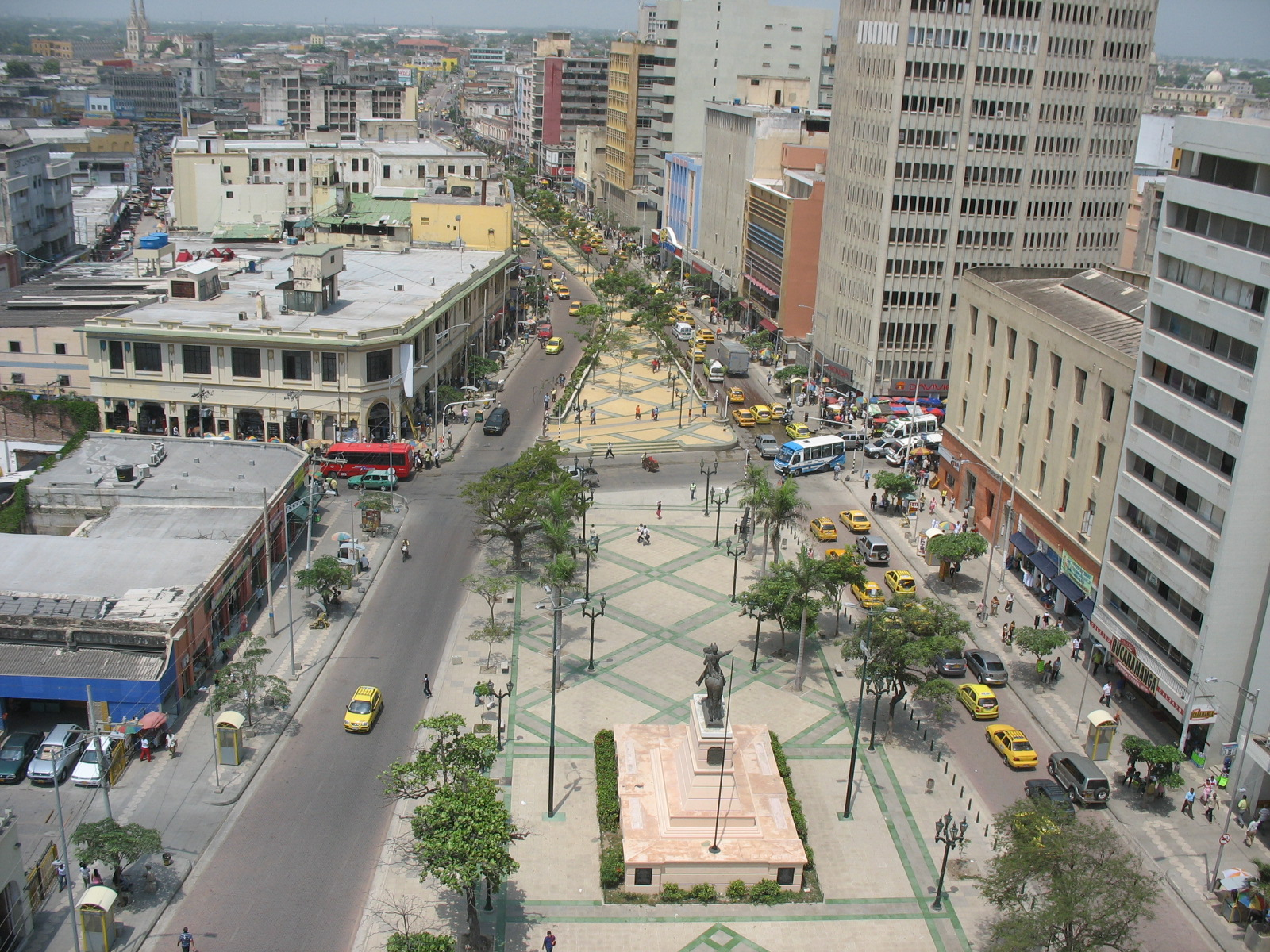
Barranquilla (2008)

Charakterystyczne gatunki wpływające na krajobraz miasta to: kaktusy (opuncja, Acanthocereus), namorzyny, jadłoszyn baziowaty, brezylka garbarska, ketmia róża chińska, Cordia alba oraz wianowłostka królewska. W równinie zalewowej rzeki Magdalena występują takie rośliny jak: Eichhornia azurea, eichornia gruboogonkowa, helikonia, Bactris guineensis i Anacardium excelsum. Najbardziej rozpowszechnione drzewa na obszarze miasta to: Tabebuia rosea, Gliricidia sepium oraz gwajakowiec lekarski. Wśród drzew owocowych wyróżnić można: mango, pigwicę, gujawę, kokkolobę gronową, flaszowca łuskowatego i miękkociernistego, śliwca purpurowego, nanercz zachodni oraz cytrynę.

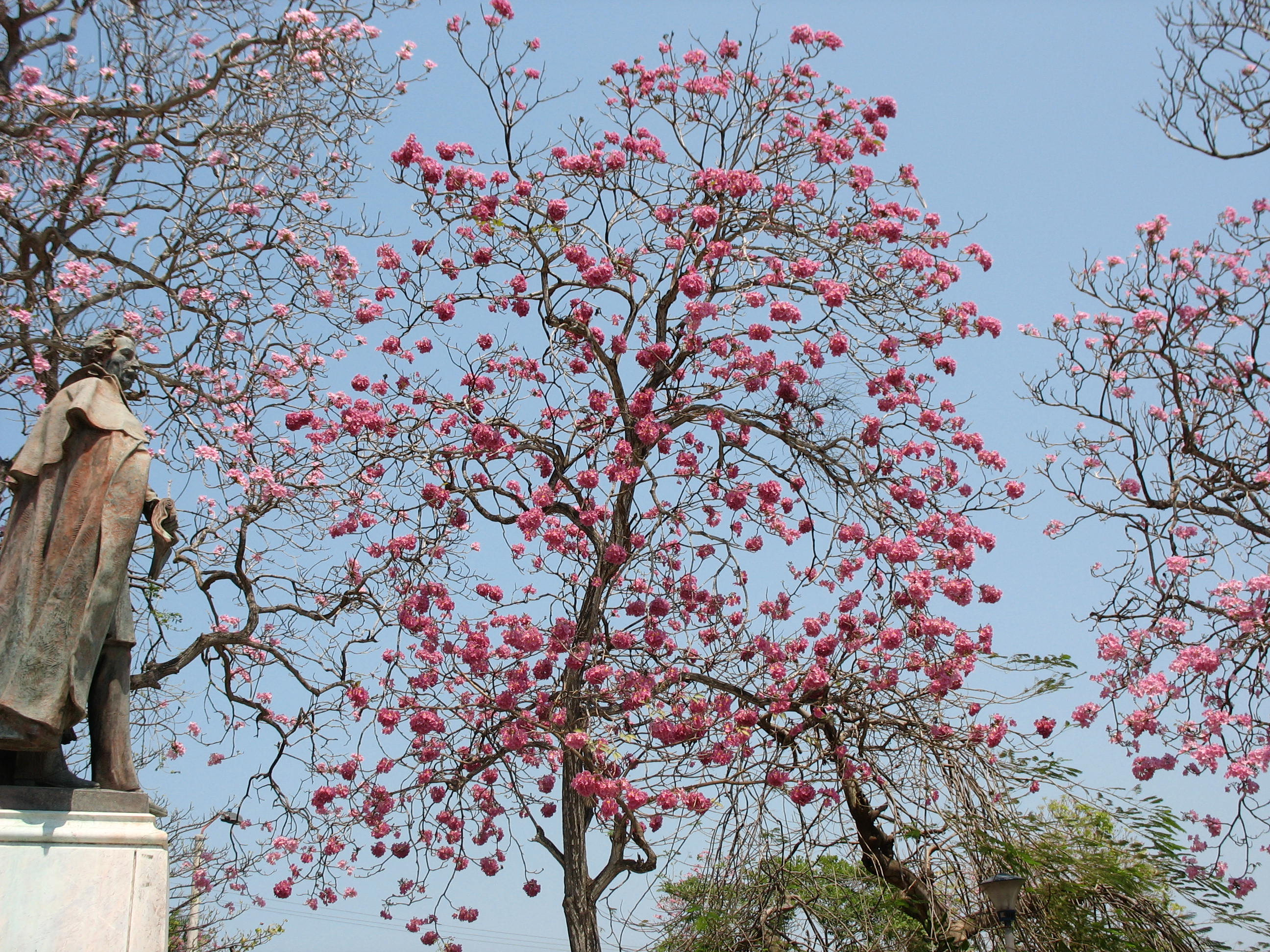
Tabebuia rosea
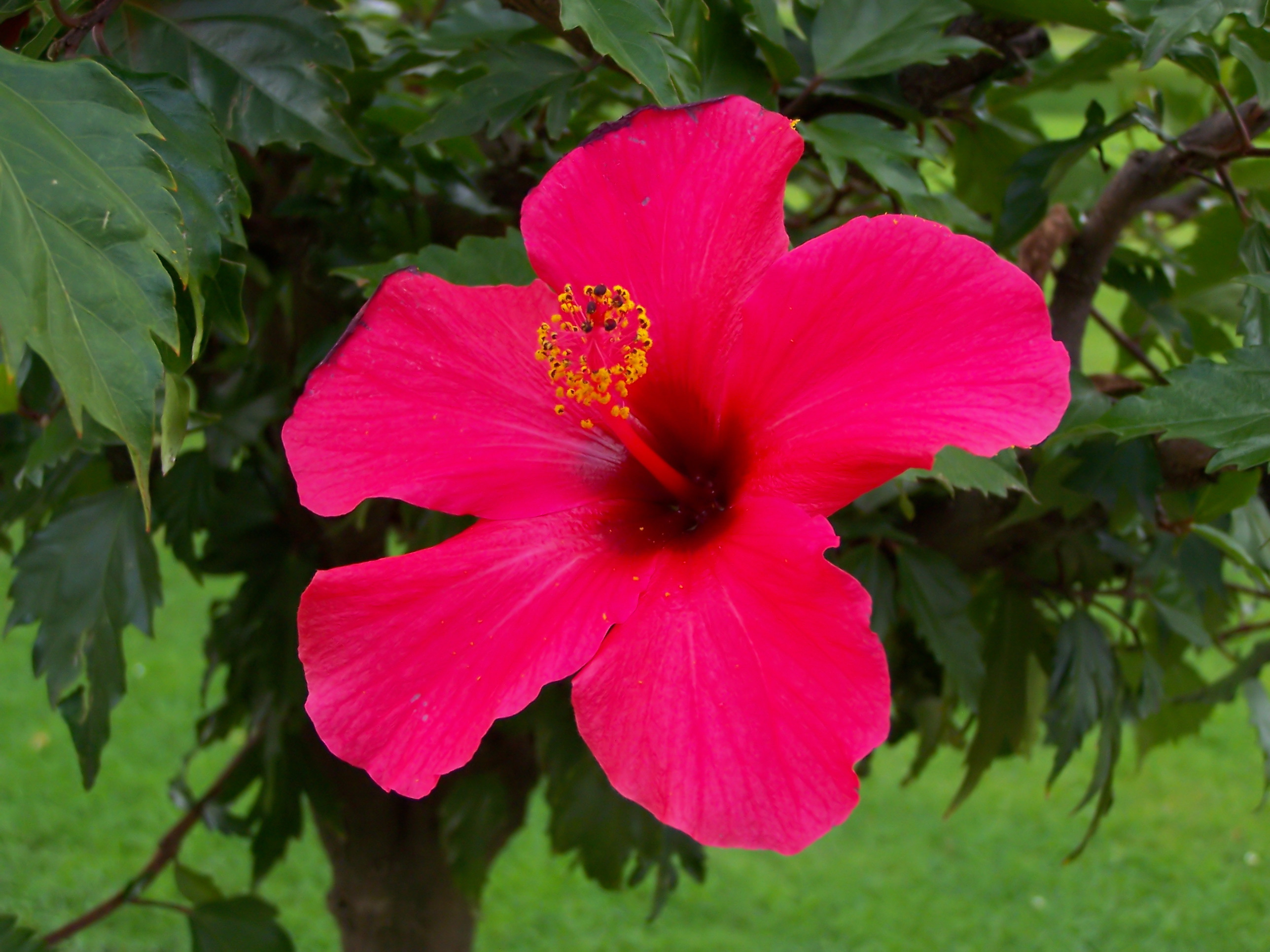
Ketmia róża chińska
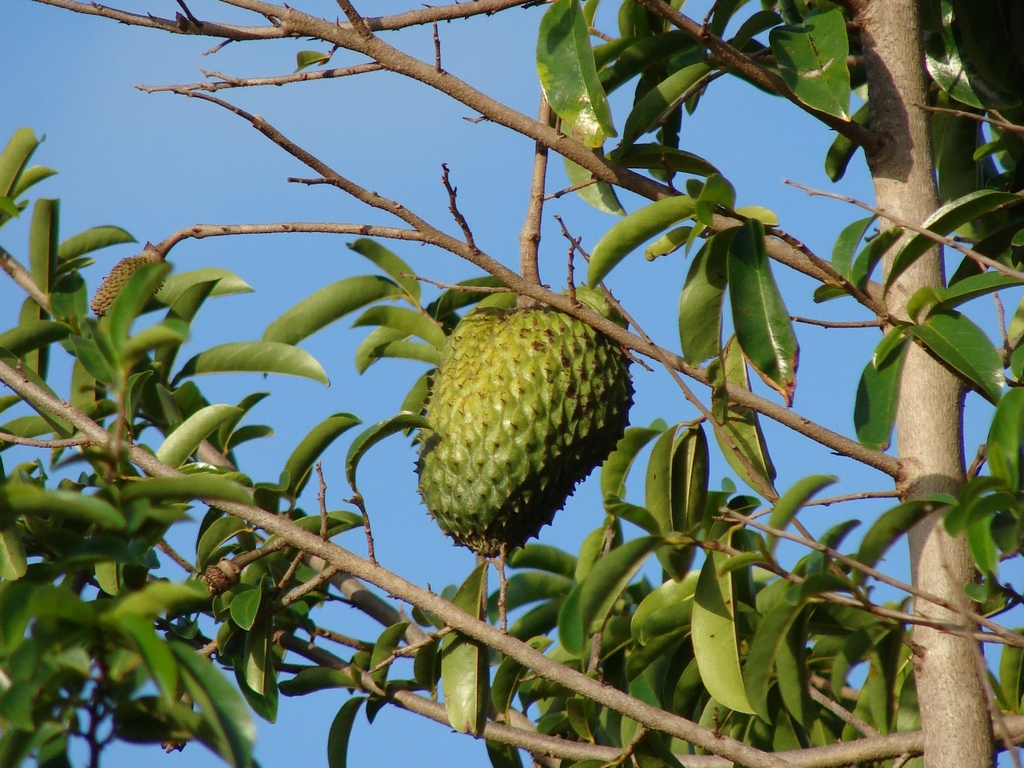
Flaszowiec miękkociernisty

### Fauna

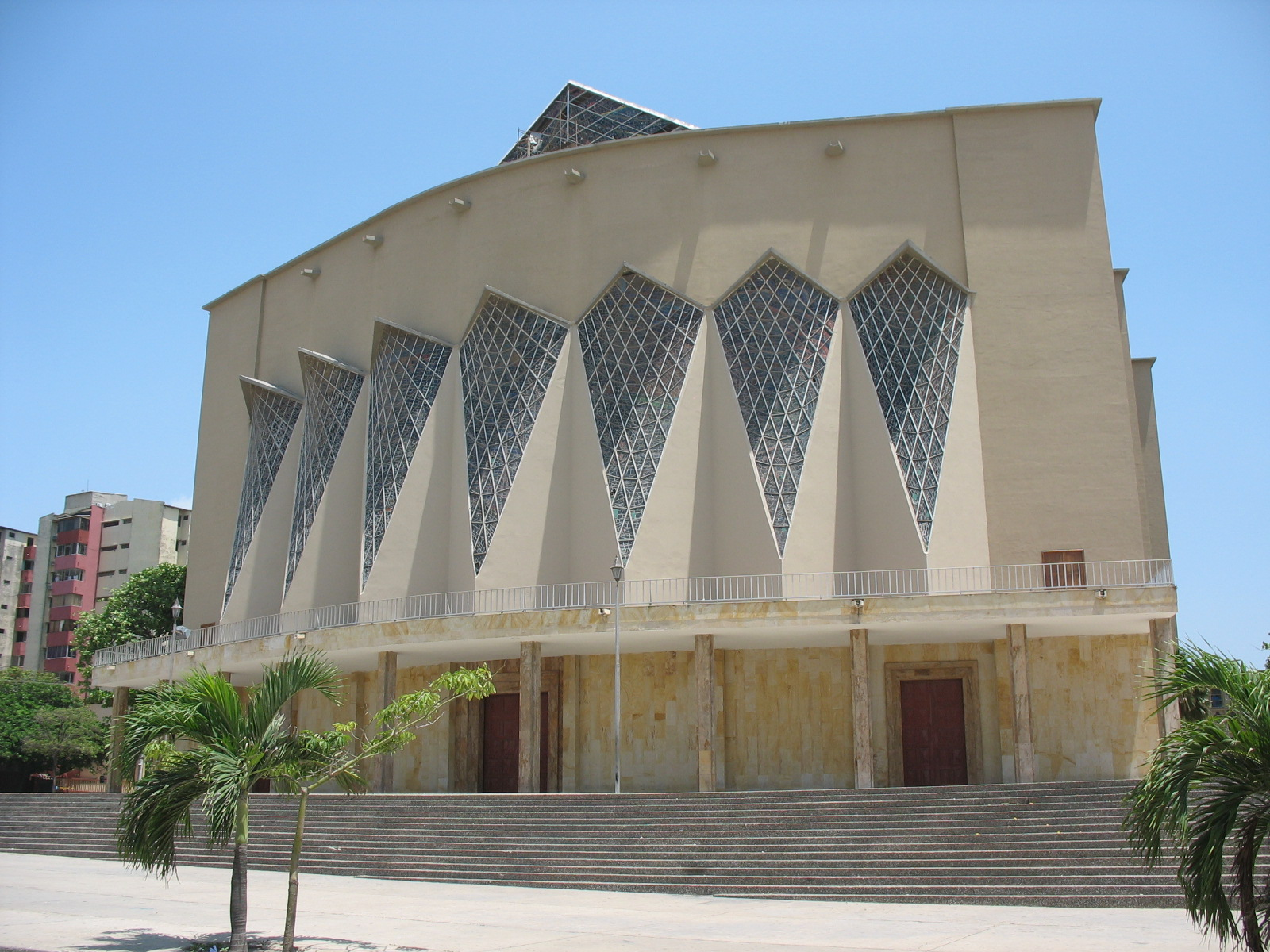
Katedra w Barranquilla

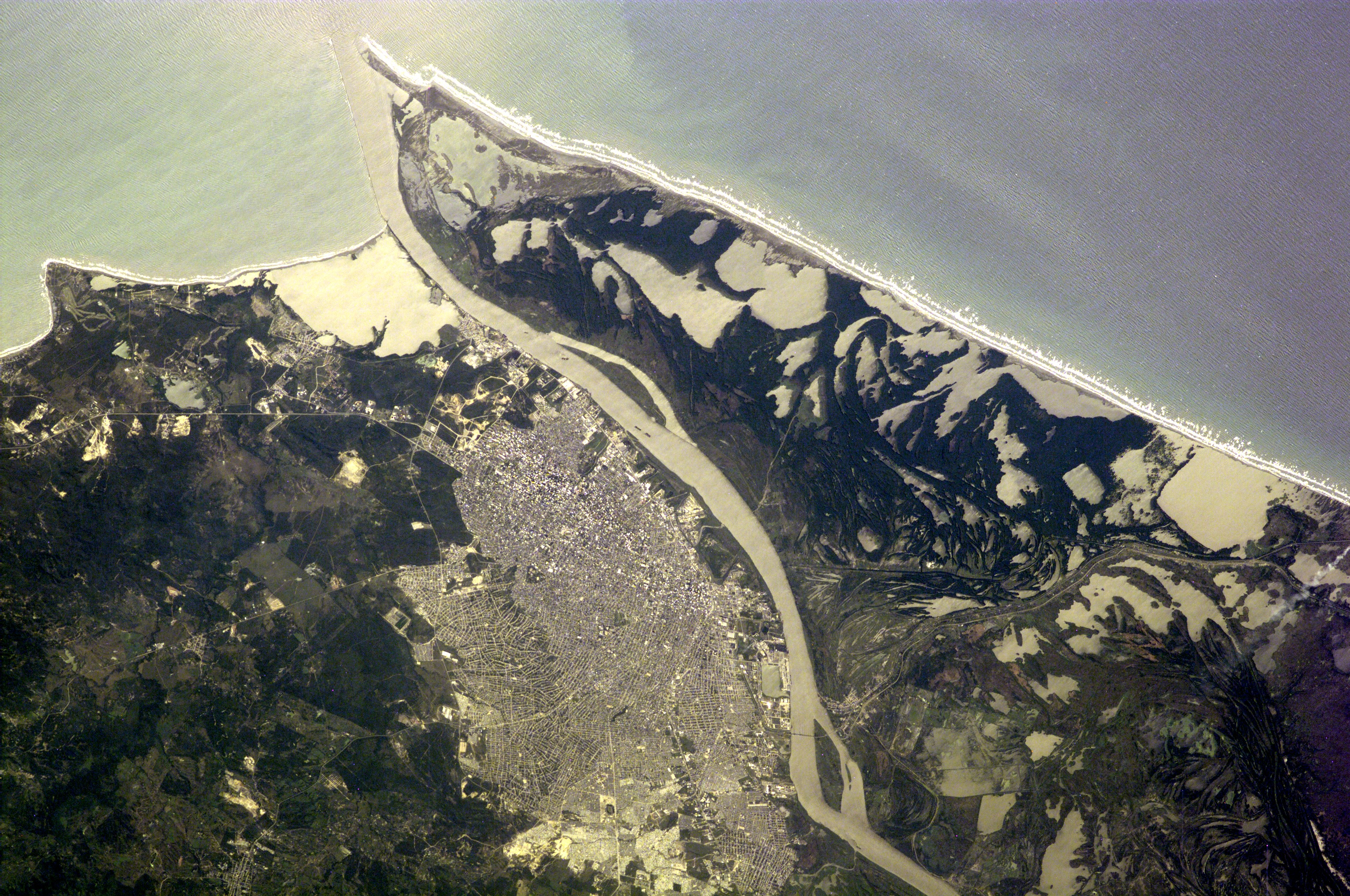
Zdjęcie satelitarne Barranquilla

W Barranquilla na obszarze miejskim występuje wiele gatunków ptaków m.in.: bentewi wielki, strzyżyk śpiewny, kleszczojad gładkodzioby, wilgowron meksykański, gołąbeczek cynamonowy oraz różne gatunki papug. W mieście można spotkać takie zwierzęta jak: wiewiórka, iguana, Ameiva, węże oraz żabuti czarny.

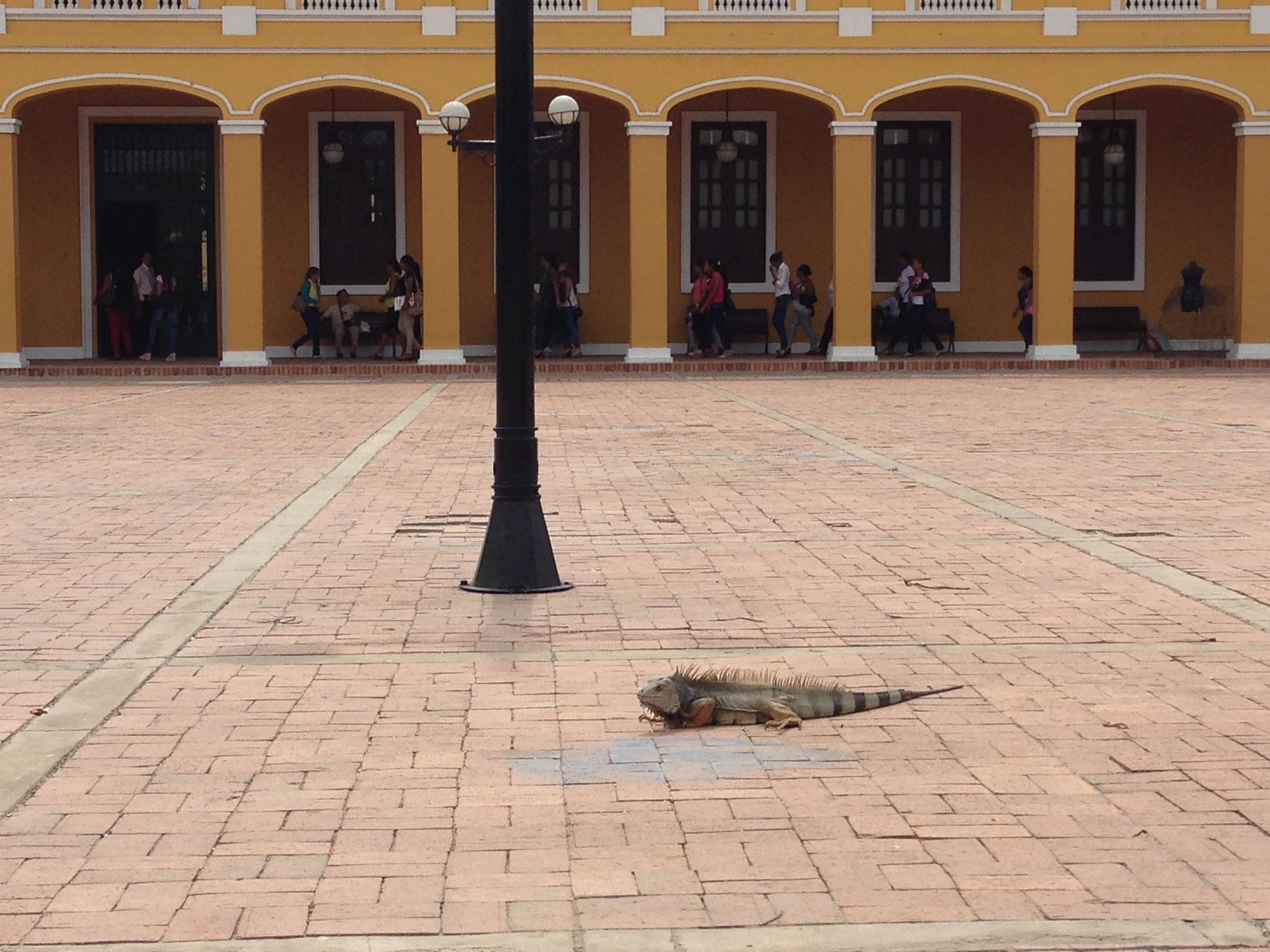
Iguana na placu miejskim w Barranquilla
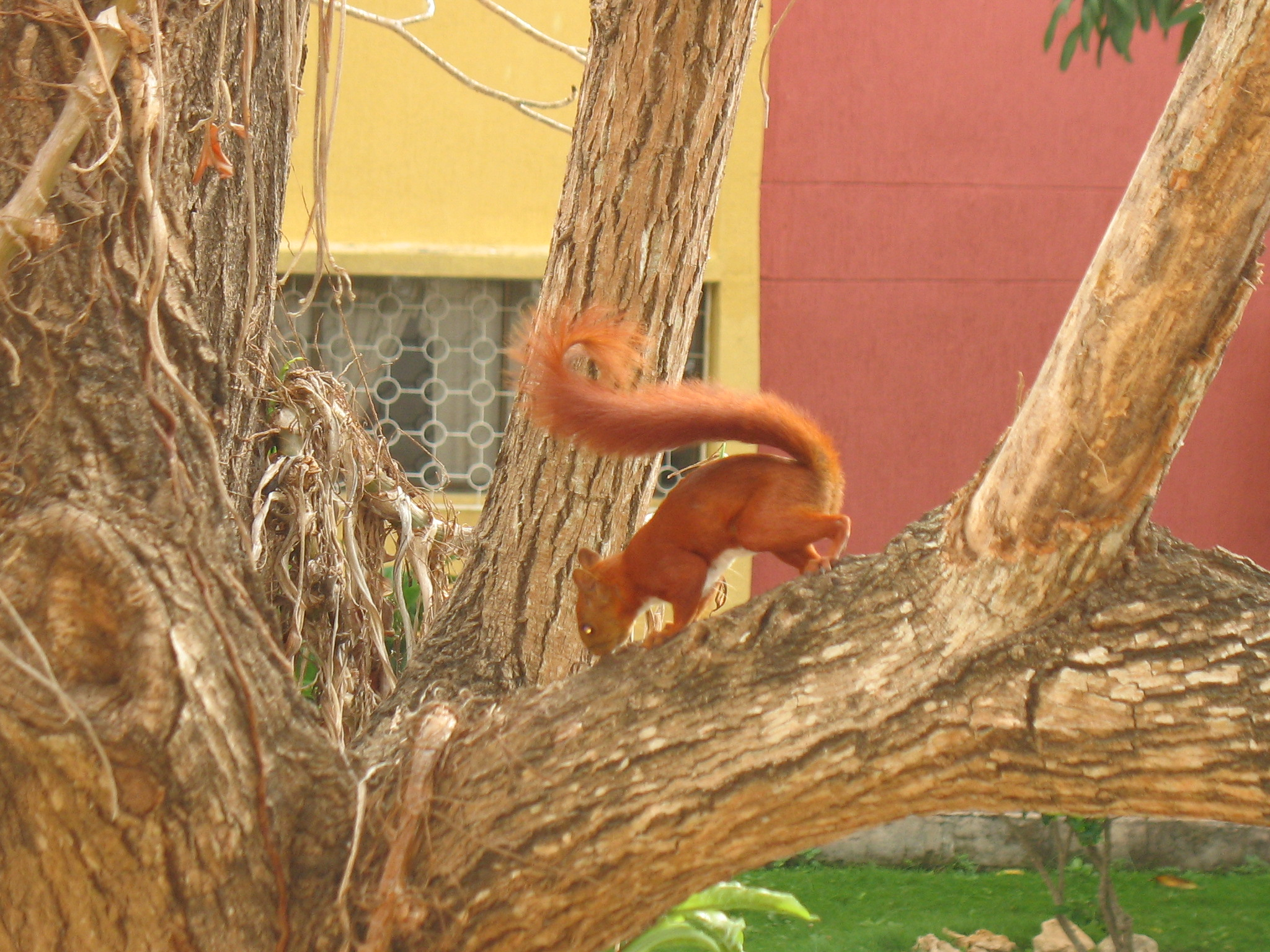
Wiewiórka w Barranquilla

## Administracja

### Podział administracyjny gminy

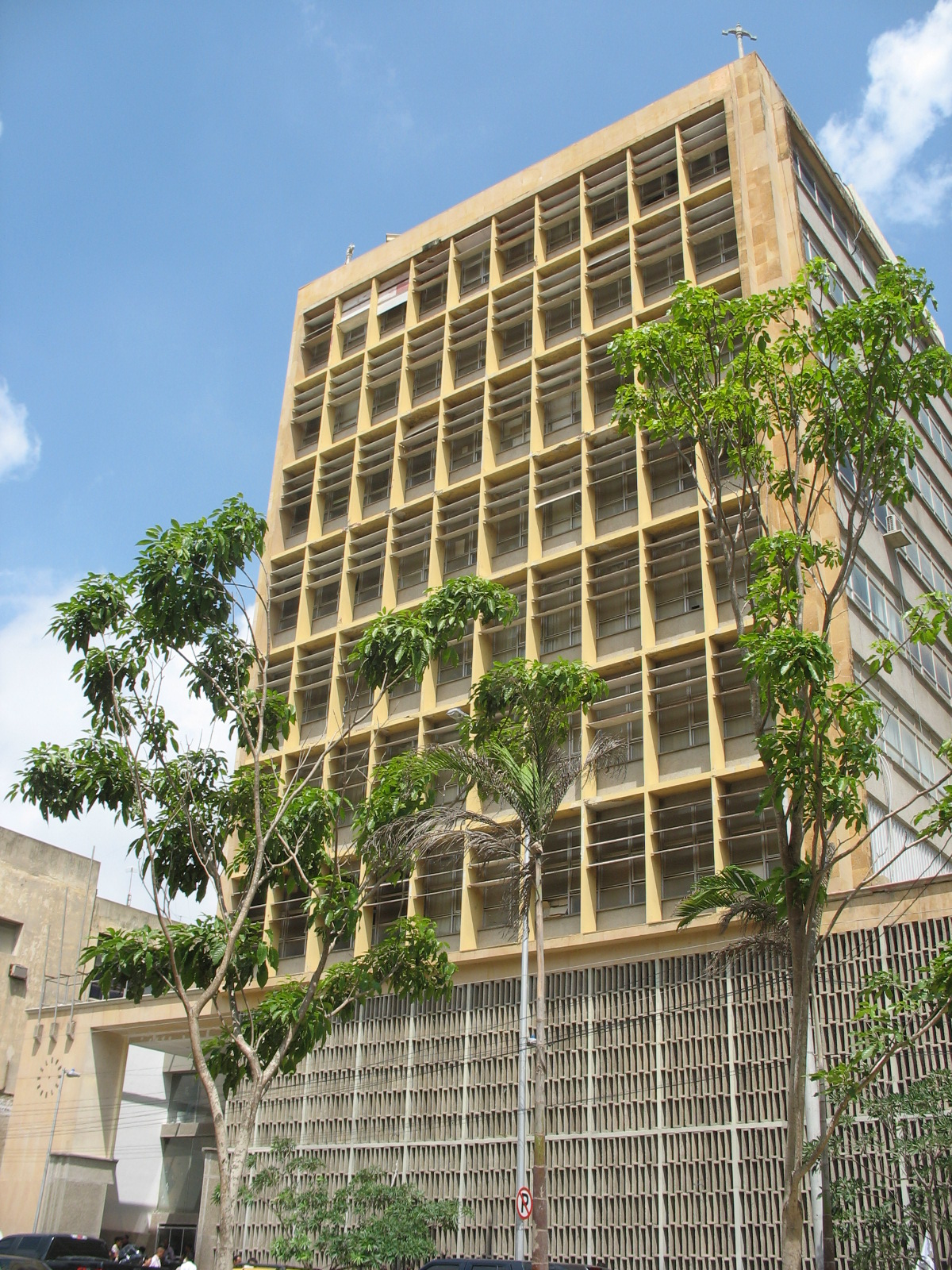
Siedziba burmistrza jednej z miejscowości

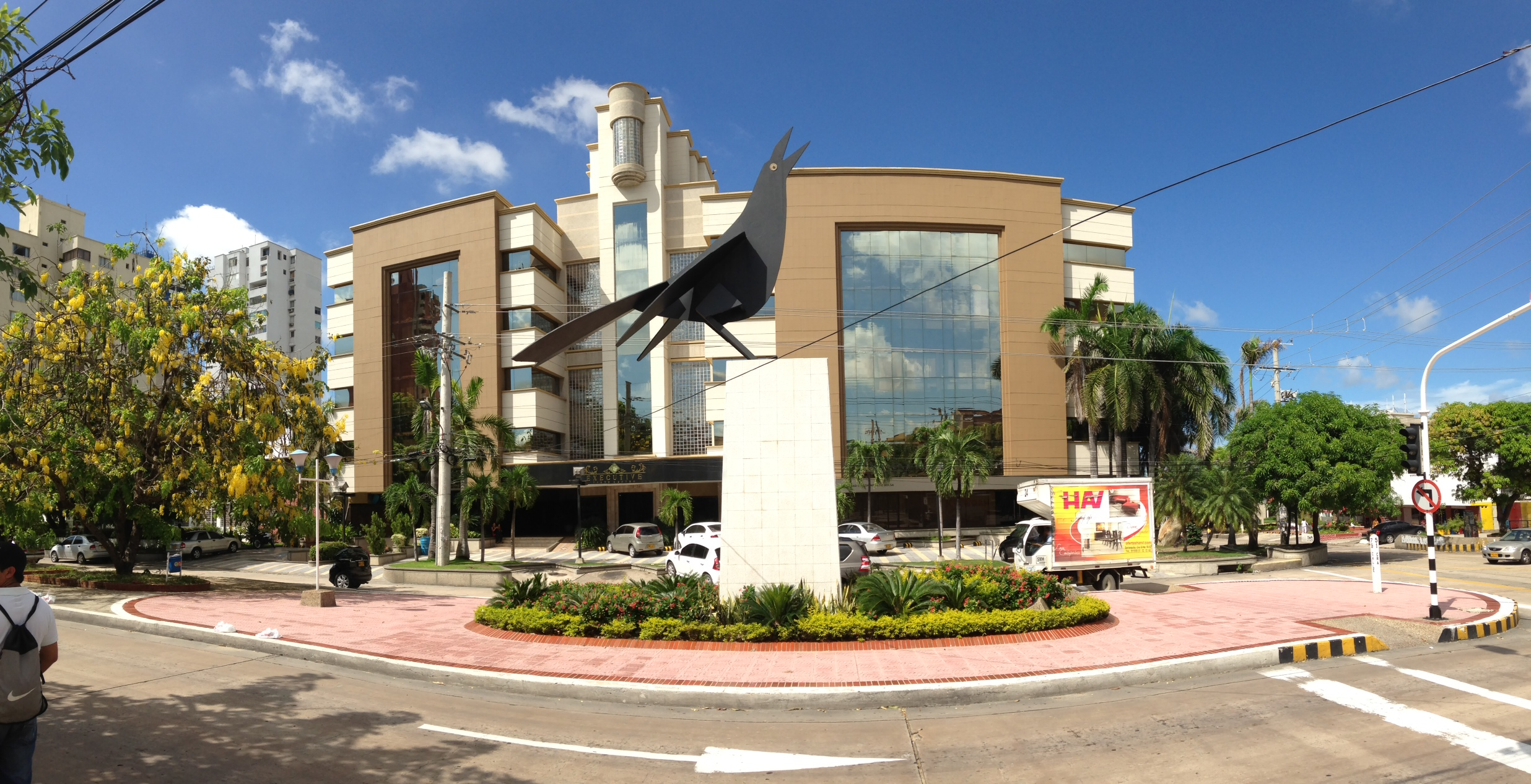
Pomnik w Barranquilla

W gminie Barranquilla znajduje się pięć miejscowości: Riomar, Norte-Centro Histórico, Sur Occidente, Metropolitana i Sur Oriente. Z kolei miejscowości są podzielone na dzielnice, których w sumie jest 188. Każda miejscowość jest zarządzana przez burmistrzów wybranych w wyborach powszechnych oraz przez burmistrzów lokalnych (po jednym na miejscowość) wyznaczonych przez burmistrza gminy.

### Dzielnice

#### Riomar
- Villa Santos
- El Poblado
- Altamira
- San Vicente
- Altos del Limón
- Altos de Riomar
- Santa Mónica
- Riomar
- Andalucía
- Villa Campestre
- Las Flores
- La Floresta
- San Salvador
- Siape
- Las Tres Avemarías
- Villa del Este
- El Castillo
- Solaire
- Parte de Paraíso
- El Limoncito
- Parte de Altos del Prado
- La Castellana
- Villa Carolina
- Brinca y Pea

#### Norte-Centro Histórico

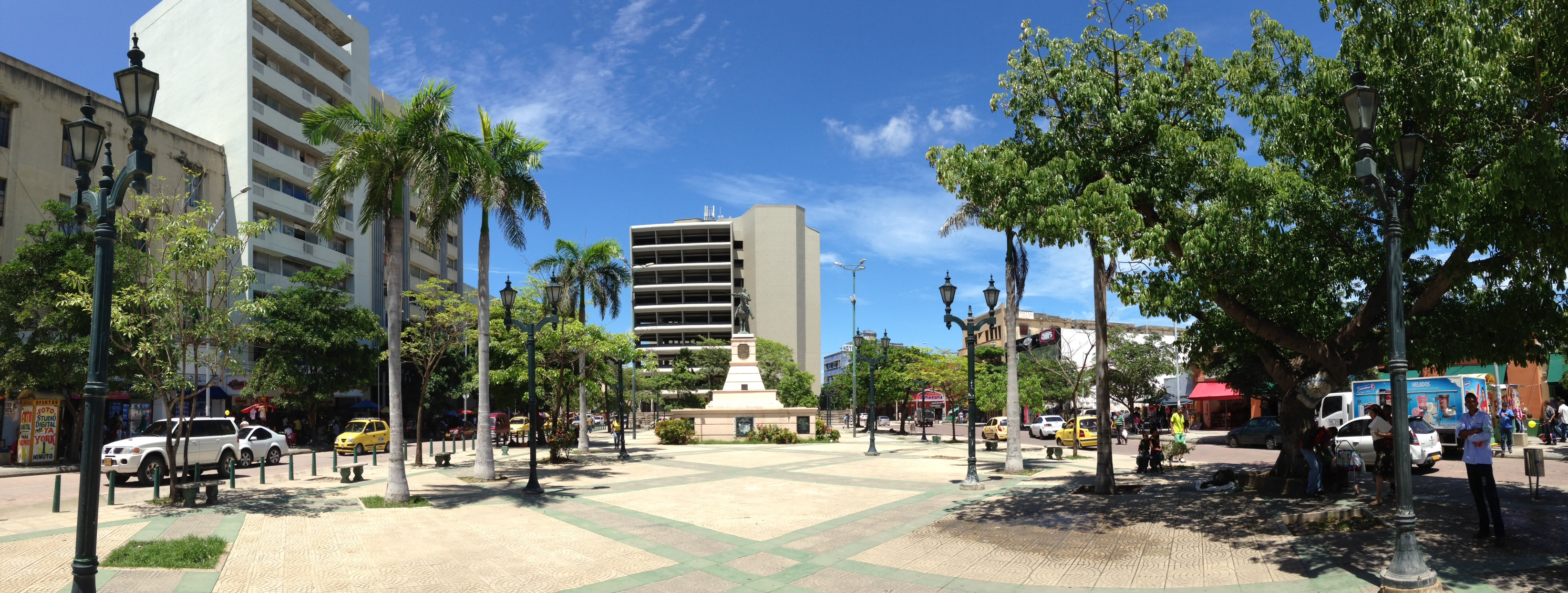
Barranquilla (2014)

- La Campiña
- El Tabor
- Miramar
- Granadillo
- Los Alpes
- Nuevo Horizonte
- El Porvenir
- Altos del Prado
- El Golf
- Ciudad Jardín
- El Country
- Paraíso
- Los Nogales
- La Concepción
- San Francisco
- Santa Ana
- América
- Colombia
- El Prado
- Bellavista
- Modelo
- Montecristo
- Abajo
- La Cumbre
- Nuevo Horizonte
- Campo Alegre
- Las Colinas
- Los Jobos
- Las Mercedes
- Betania
- Las Delicias
- El Recreo
- Boston
- El Rosario
- Centro
- Barlovento
- Villanueva
- El Boliche

#### Metropolitana

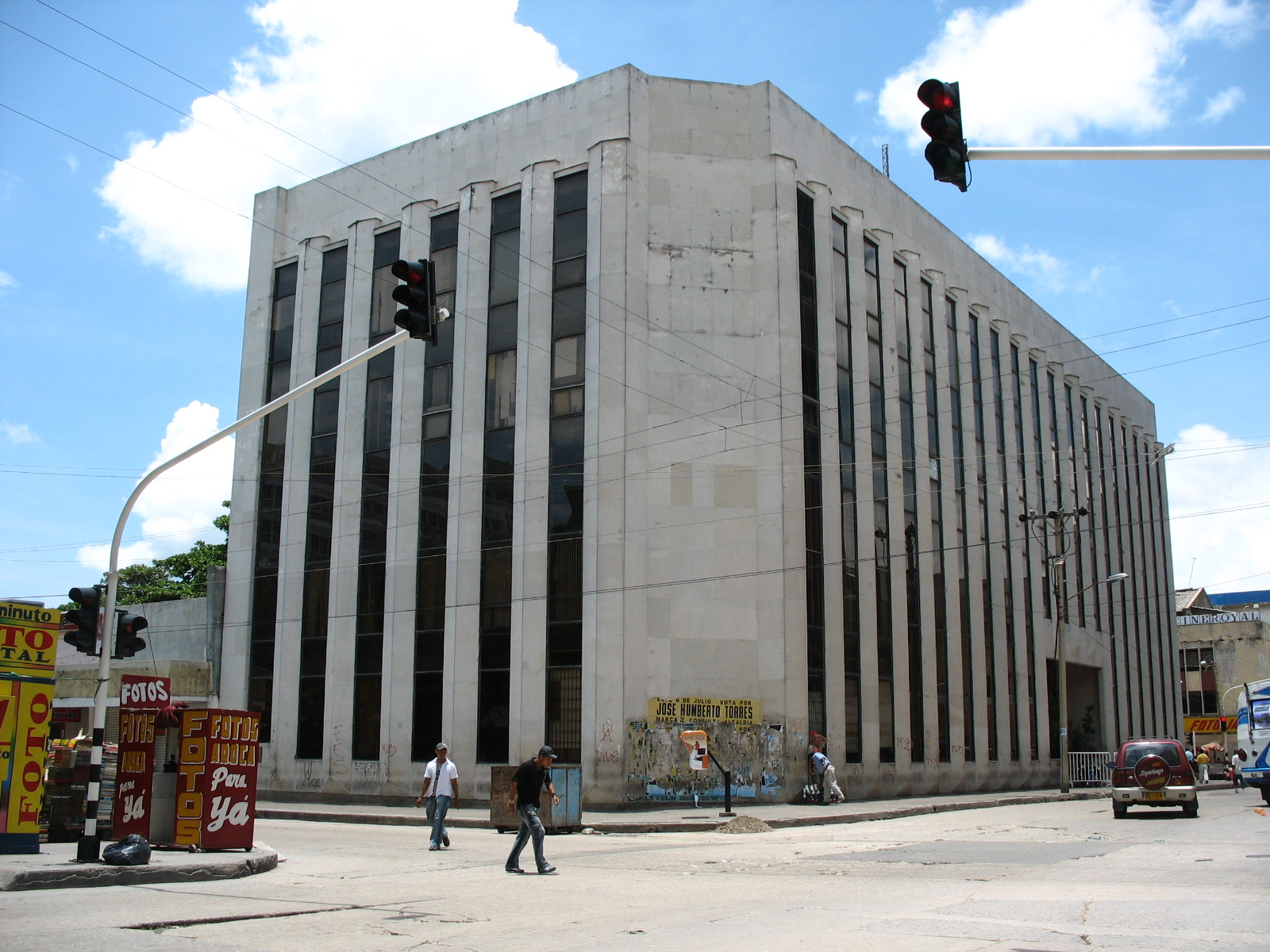
Siedziba Prokuratora Generalnego Kolumbii

- La Sierra
- La Victoria
- Los Continentes
- Kennedy
- La Sierrita
- El Santuario
- Las Américas
- Carrizal
- Buenos Aires
- Santo Domingo de Guzmán
- Villa San Pedro
- San Luis
- Veinte de Julio
- Santa María
- Villa Sevilla
- Las Granjas
- Siete de Abril
- Los Girasoles
- Ciudadela Veinte de Julio
- Parte de La Victoria
- Santa Helena
- San Roque
- Realengo

#### Sur Occidente

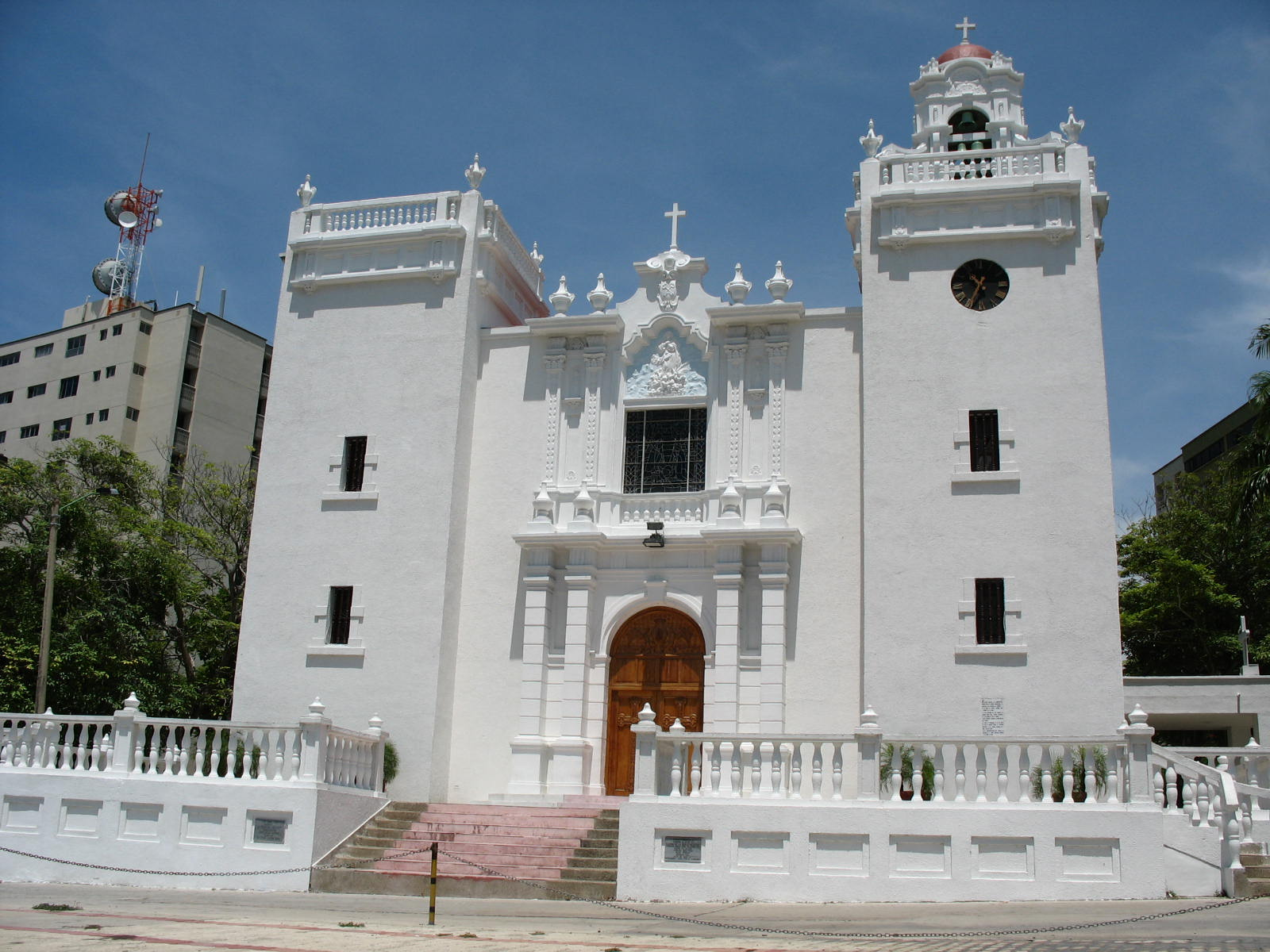
Kościół Niepokalanego Poczęcia NMP w Barranquilla

- La Pradera
- Los Olivos
- El Pueblo
- Las Estrellas
- Pastoral Social
- Villa del Rosario
- Las Terrazas
- Mercedes Sur
- Por Fin
- La Paz
- Mequejo
- La Manga
- 7 de agosto
- Evaristo Sourdis
- Lipaya
- Olaya
- El Silencio
- La Libertad
- Nueva Granada
- Santo Domingo
- Lucero
- Los Pinos
- Loma Fresca
- San Isidro
- Alfonso López
- Los Andes
- San Felipe
- Carlos Meisel
- Nueva Colombia
- Las Malvinas
- Los Rosales
- Pumarejo
- Villate
- El Carmen
- Buena Esperanza
- La Sierra
- La Ceiba
- La Esmeralda
- El Bosque
- Chiquinquirá
- Parte de El Recreo
- San Pedro Alejandrino
- La Gloria
- Villa Flor
- El Romance
- California
- San Pedro
- Cordialidad
- Las Torres
- Ciudad Modesto
- Paloquemao
- Cevillar
- Atlántico
- Parte de Villa Blanca
- El Valle

#### Sur Oriente

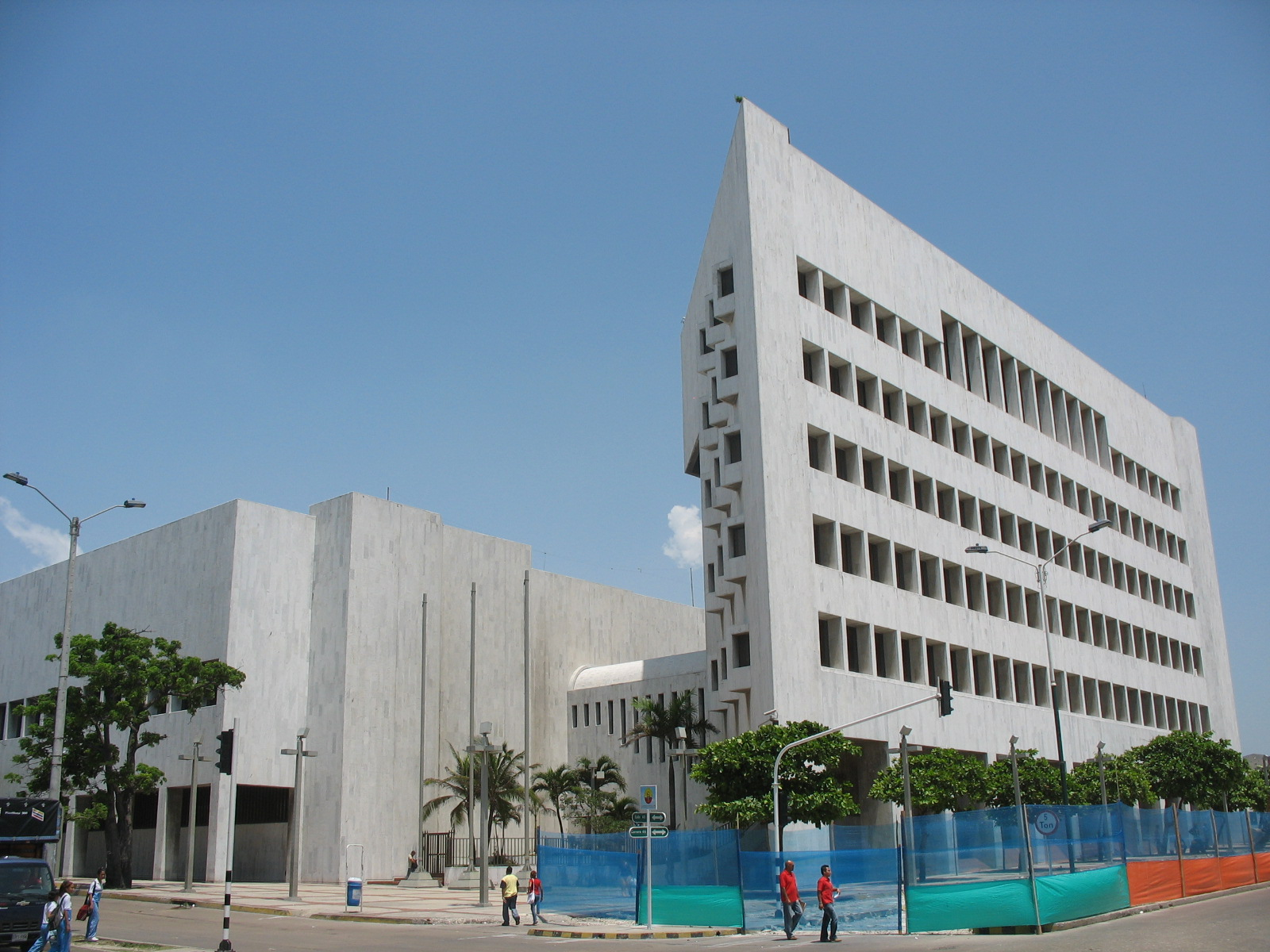
Budynek Narodowego Banku w Barranquilli

- Chiquinquirá
- San Roque
- Rebolo
- Atlántico
- Montes
- San José
- Boyacá
- Los Trupillos
- La Luz
- La Chinita
- Las Nieves
- Santa Helena
- La Unión
- Parte de La Victoria
- El Campito
- Las Palmas
- La Magdalena
- El Limón
- El Tayrona
- Universal
- Las Dunas
- San Nicolás
- José Antonio Galán (Cacho Solo)
- Villa Blanca
- El Milagro
- Los Laureles
- Bella Arena
- Villa del Carmen
- La Alboraya
- Ciudad Cisneros
- El Parque
- Las Gaviotas
- Parte de Buenos Aires
- Simón Bolívar

### Wojskowość
Barranquilla jest siedzibą Pierwszej Dywizji Armii Narodowej Kolumbii, utworzonej z części Drugiej Brygady Zmechanizowanej, która składa się z czterech Batalionów Zmechanizowanych, Batalionu Piechoty oraz z dwóch Batalionów Żandarmerii Wojskowej.

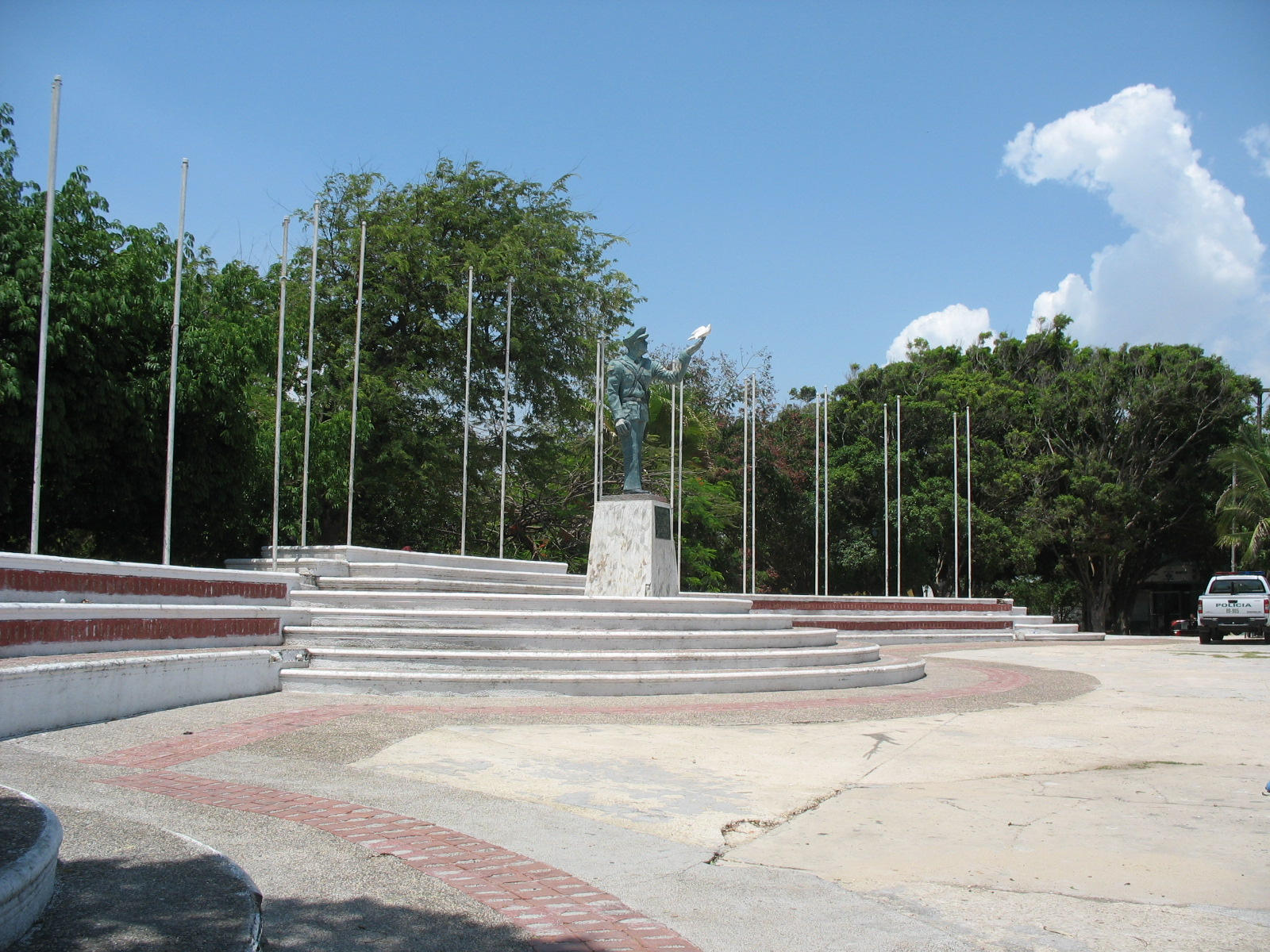
Plac pokoju w Barranquilla

## Demografia
Według spisu powszechnego przeprowadzonego w 2005 roku populacja Barranquilli wyniosła 1 112 889 mieszkańców. W 2018 roku miasto zamieszkiwało 1 274 250 mieszkańców (wzrost o ok. 9%). Około 47,5% (605 269) populacji to mężczyźni, a 52,5% (668 981) to kobiety. Około 57,9% rodzin to rodziny 4. lub mniej osobowe. Około 26,7% ludności Barranquilli urodziło się w innej gminie, a 0,4% w innym kraju. W 2007 roku w Barranquilla było 29 900 urodzeń, co stanowiło gwałtowny spadek w porównaniu z rokiem 2006, w którym odnotowano 32 108 urodzeń. W 2007 roku liczba zgonów wyniosła 4 310 osób, co stanowiło spadek w porównaniu z rokiem 2006, kiedy to odnotowano 5938 zgonów.
| Rok     | 1905   | 1938    | 1951    | 1964    | 1973    | 1985    | 1993      | 2005      | 2018      |
| ------- | ------ | ------- | ------- | ------- | ------- | ------- | --------- | --------- | --------- |
| Ludność | 38 555 | 150 395 | 279 627 | 498 301 | 703 488 | 899 781 | 1 026 370 | 1 112 889 | 1 274 250 |

## Oświata
W mieście działa dziewięć uniwersytetów, z czego jeden jest publiczny (Uniwersytet Atlántico), a pozostałych osiem jest prywatnych.

### Prywatne uniwersytety
- Uniwersytet del Norte[34]
- Uniwersytet Simón Bolívar
- Uniwersytet Autónoma del Caribe[35]
- Uniwersytet de la Costa CUC[36]
- Uniwersytet Libre[37]
- Uniwersytet Metropolitana[38]
- Uniwersytet Antonio Nariño[39]
- Uniwersytet San Martín[40]

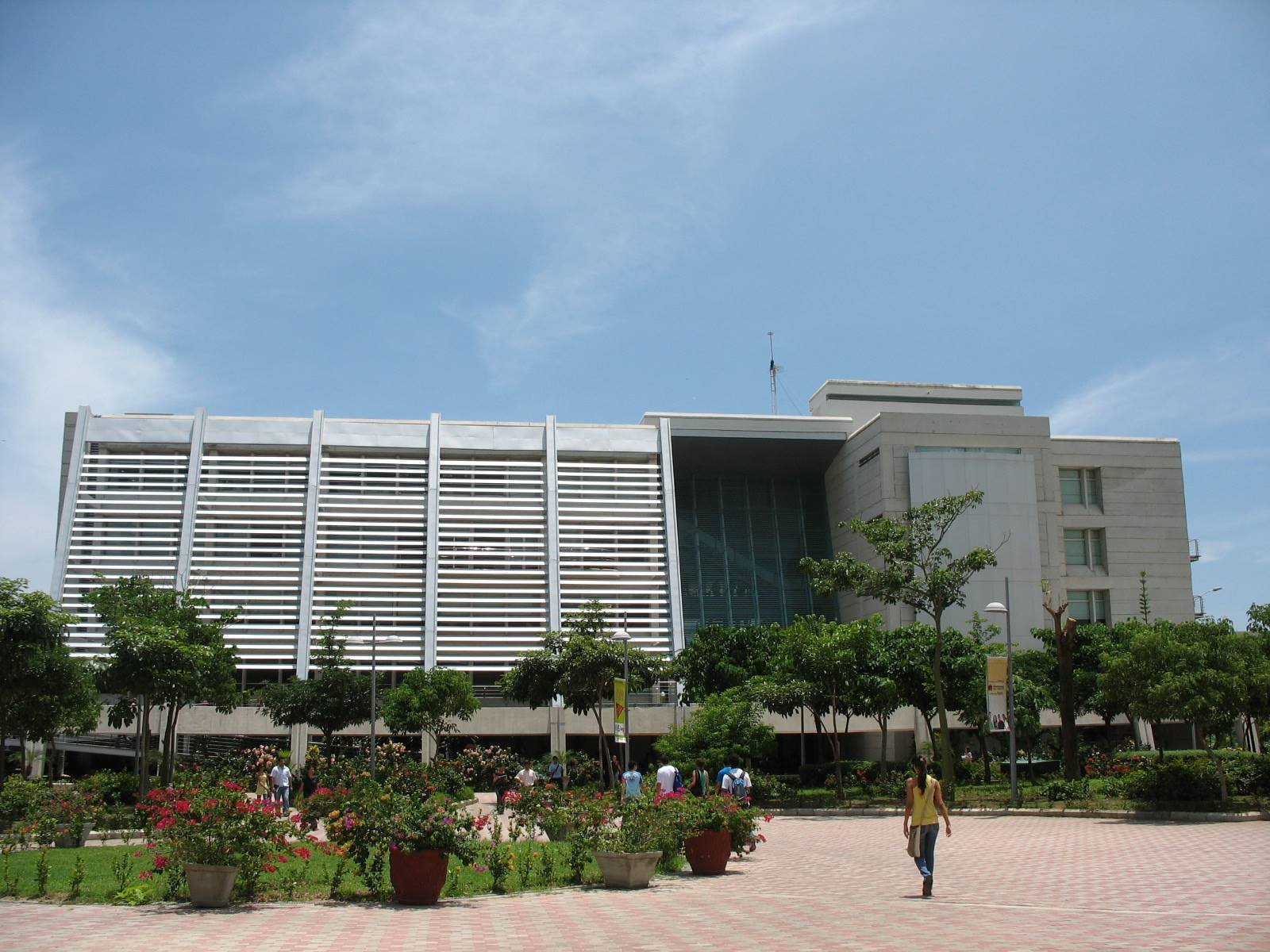
Uniwersytet del Norte
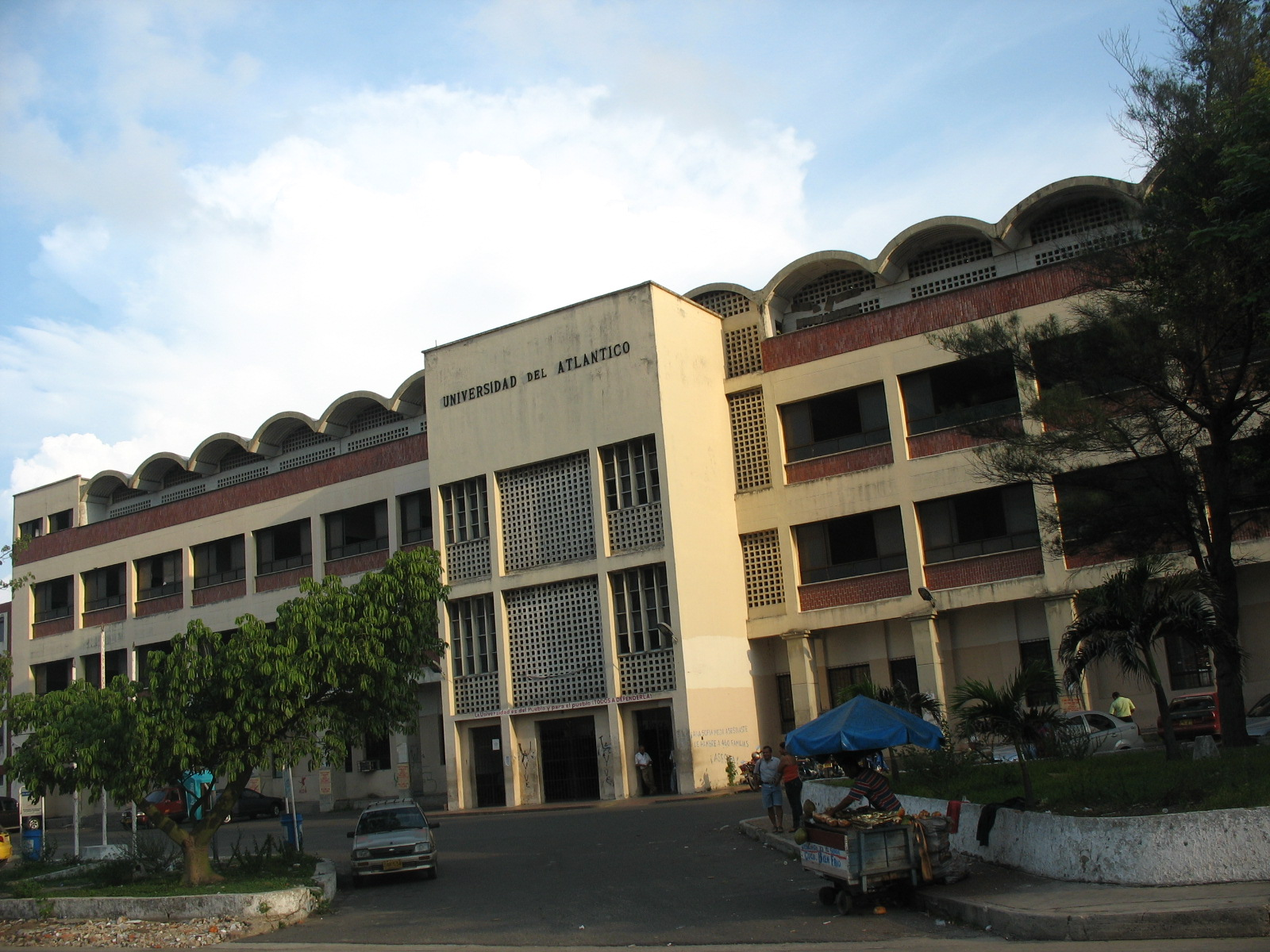
Uniwersytet Atlántico
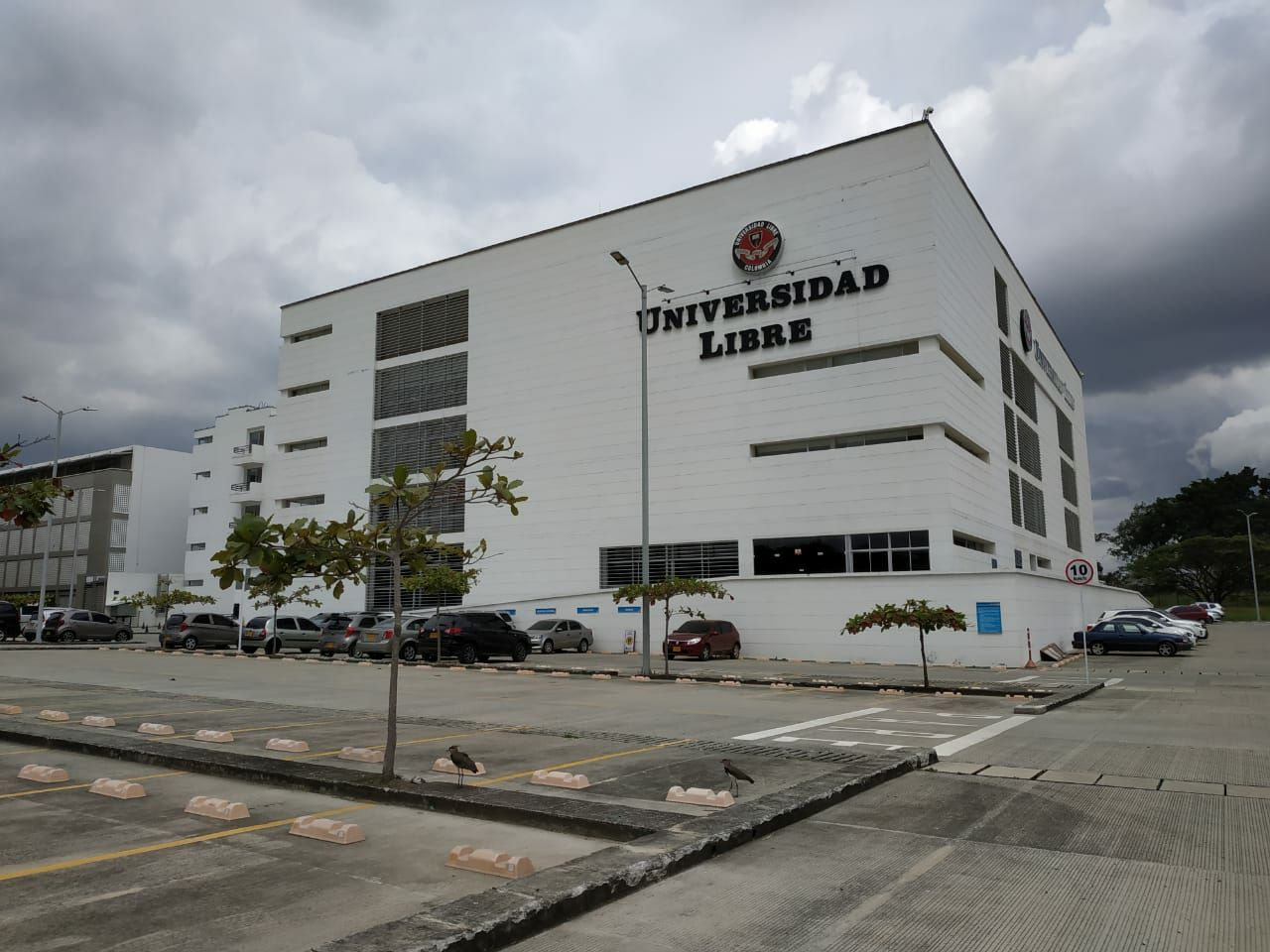
Uniwersytet Libre
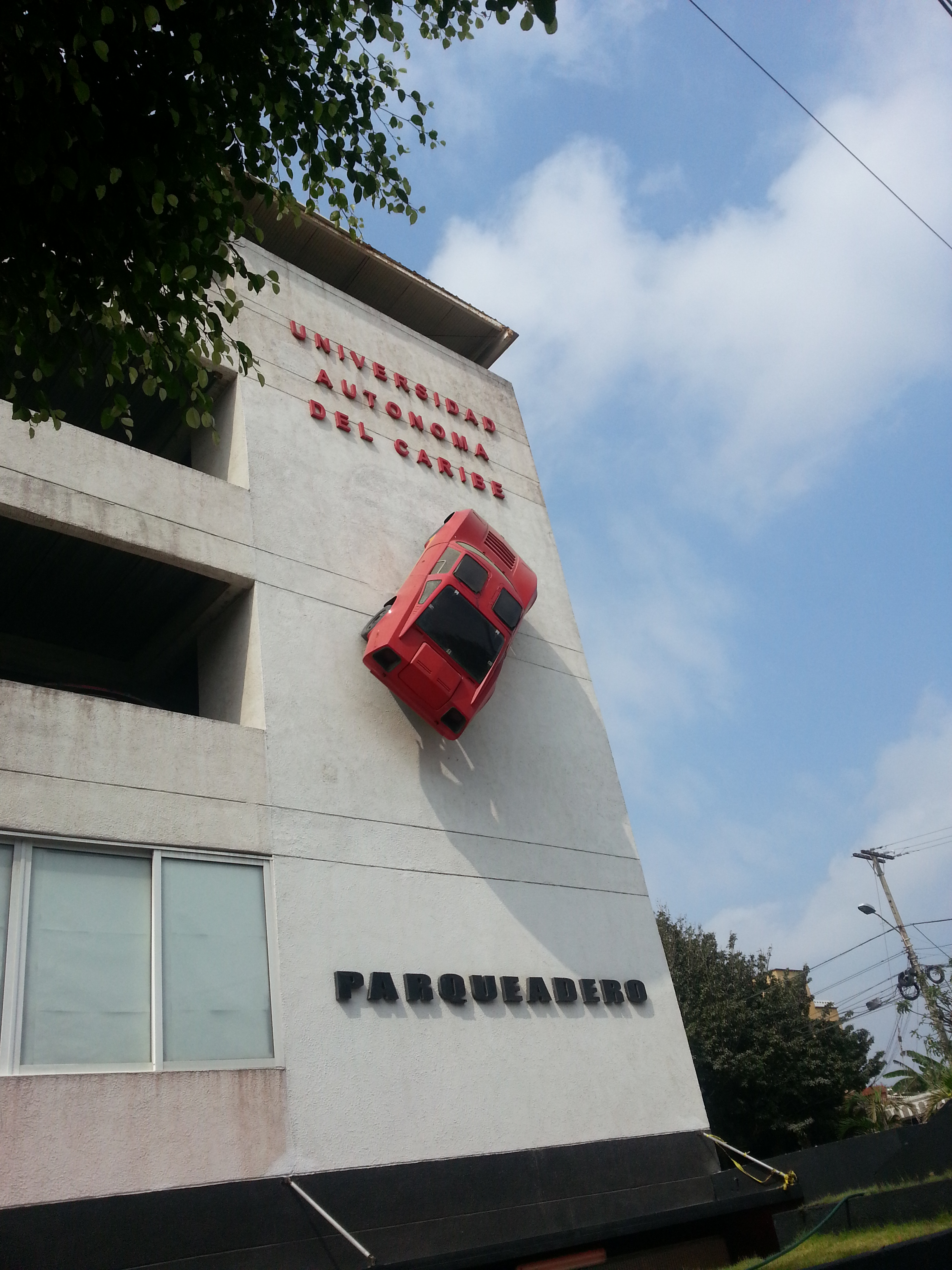
Uniwersytet Autónoma del Caribe
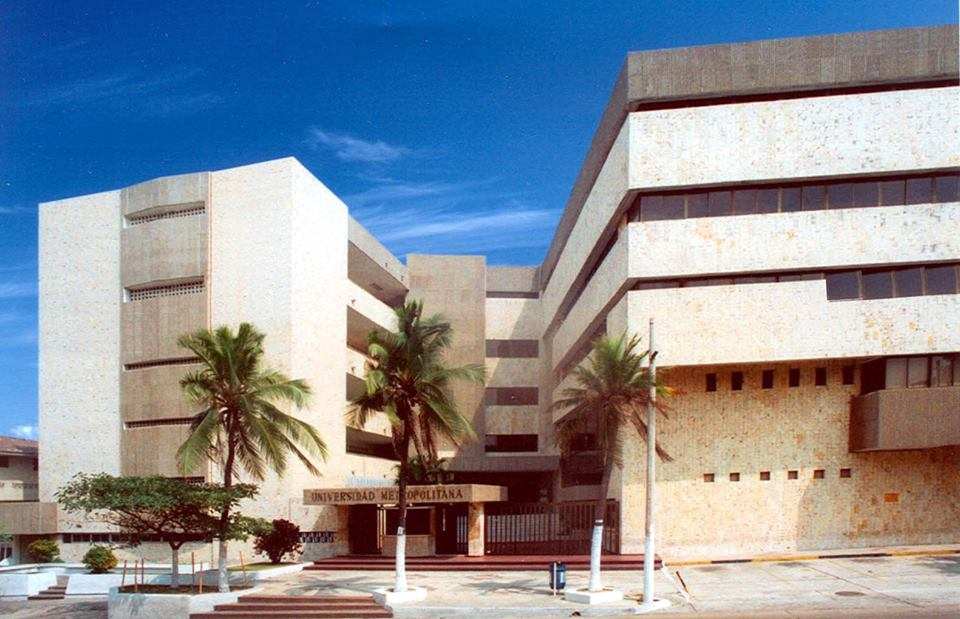
Uniwersytet Metropolitana

## Transport

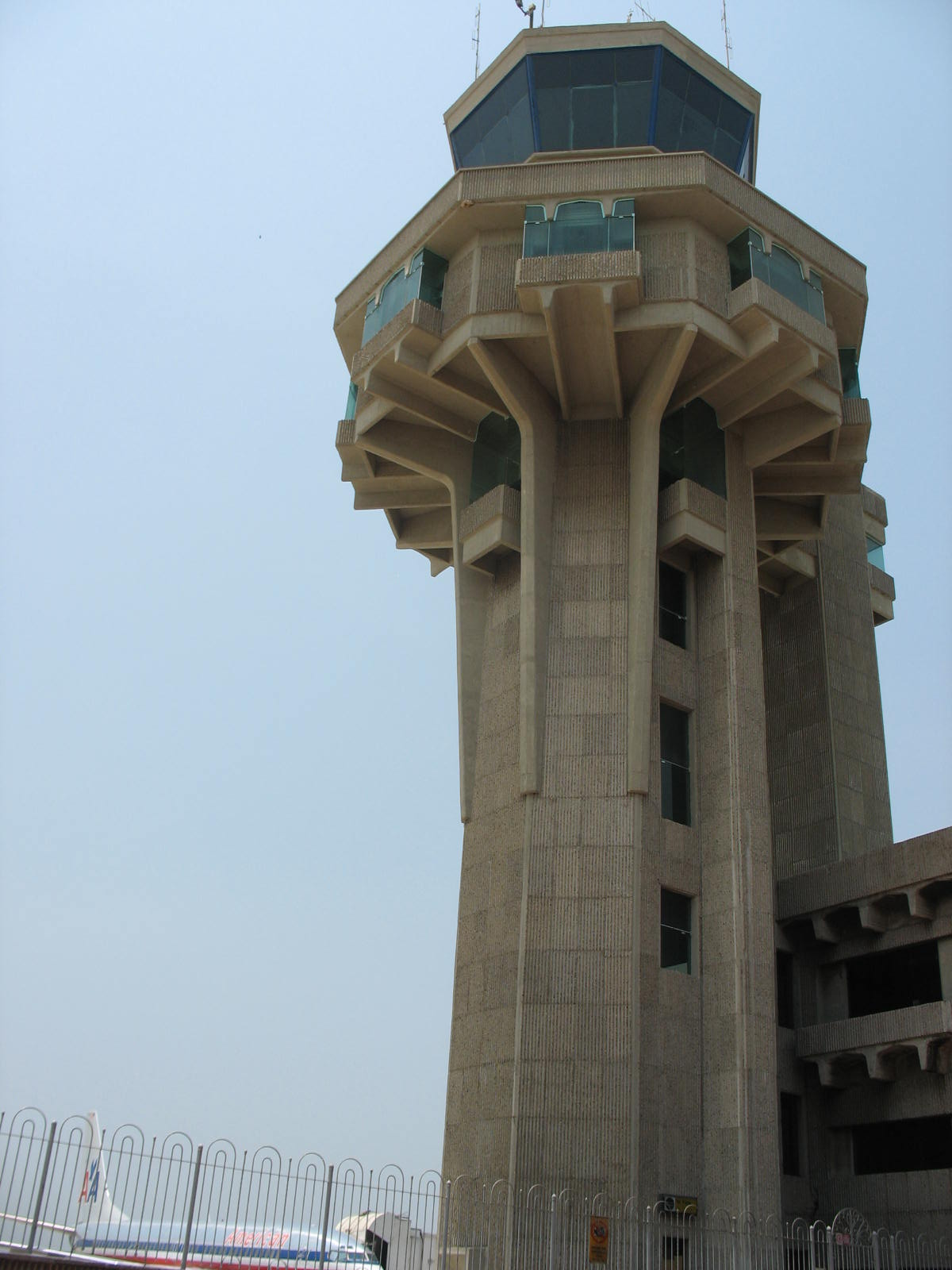
Wieża kontroli lotów na lotnisku Ernesto Cortissoz

### Transport lotniczy
W 1919 roku w Barranquilli został zbudowany międzynarodowy port lotniczy Ernesto Cortissoz, który w 2009 roku odnotował 1 292 012 pasażerów. Lotnisko obsługuje 10 linii lotniczych pasażerskich oraz 6 linii lotniczych cargo.

#### Linie pasażerskie
- Avianca (Miami)
  - Copa Airlines Colombia (Panama)
  - American Airlines (Miami)
  - Insel Air (Curacao)
- Aerolínea de Antioquia (Monteria, Cucuta)
- Copa Airlines Colombia (San Andrés Island)
- LAN Colombia (Bogotá, Cali, Medellin-JMC)
- Avianca (Bogotá, Medellín-José María Córdova)
  - Avianca Obsługiwane przez SAM Colombia (Bogotá, Cali)
- Viva Colombia (Bogota, Medellin)

#### Linie cargo
- AeroSucre
- Arkas
- Cielos del Peru (Miami, Los Angeles, Lima)
- Líneas Aéreas Sudamericanas
- Tampa Cargo (Medellin, Miami)
- South Winds (Miami)

### Transport morski

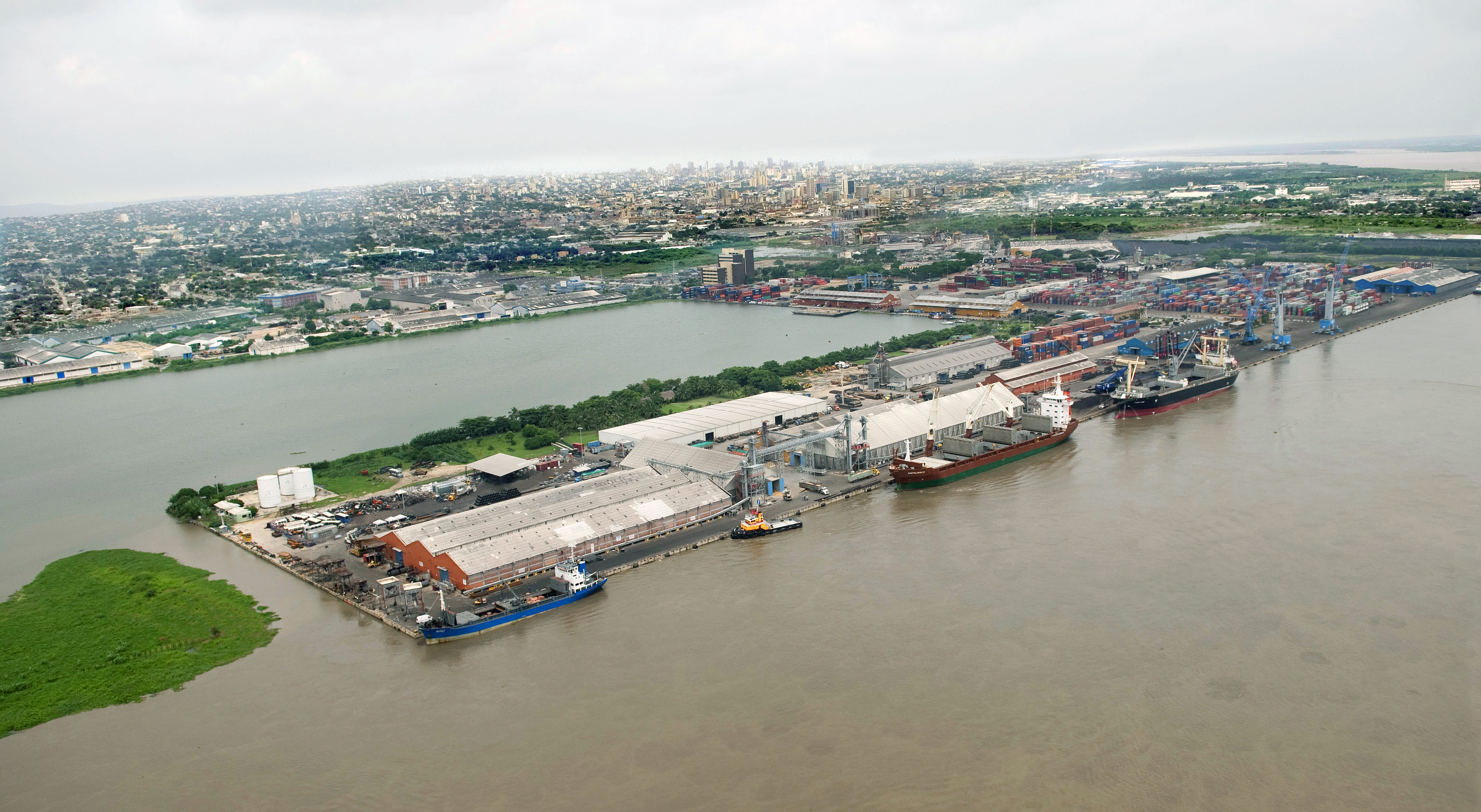
Port w Barranquilli

Barranquilla posiada duży port morski i rzeczny, trzeci pod względem wielkości w kraju. Port jest zarządzany przez prywatną firmę Sociedad Portuaria Regional de Barranquilla. Znajduje się tutaj 12 terminali pasażerskich publicznych oraz 9 terminali prywatnych.

#### Terminale publiczne
- Sociedad Portuaria La Loma
- Sociedad Portuaria del Caribe
- Sociedad Portuaria Bocas de Ceniza

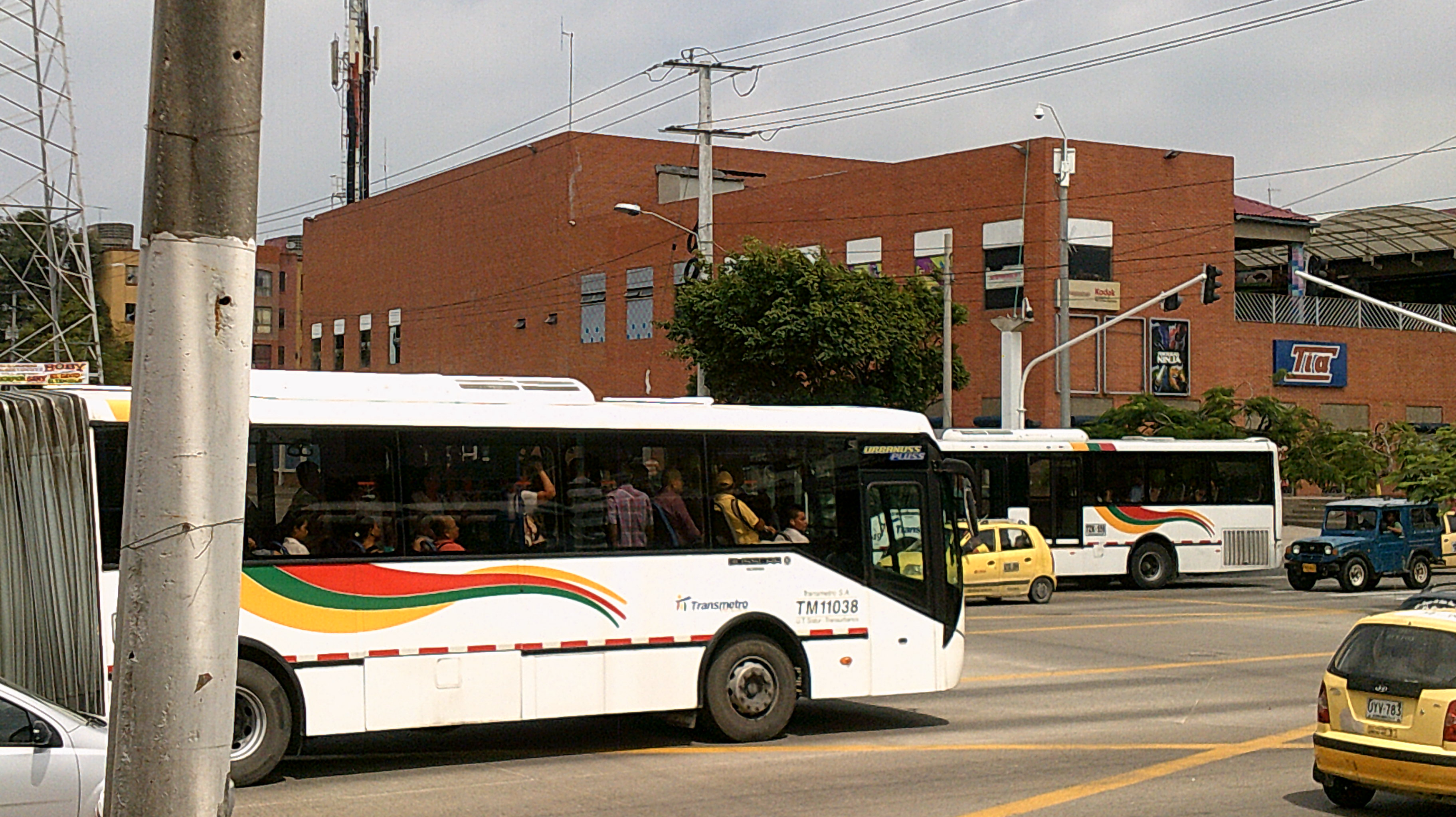
Autobusy przegubowe wykorzystywane przez system transportu TransMetro

- Sociedad Portuaria Las Flores
- Sociedad Portuaria Mallorquín
- Sociedad Portuaria La Inmaculada
- Sociedad Portuaria Pescamar
- Sociedad Portuaria Michellmar
- Sociedad Portuaria Atlantic Coal
- Sociedad Portuaria River Port
- Sociedad Portuaria Steckerl
- Sociedad Portuaria Frigogán

#### Terminale prywatne
- Monómeros Colombo-Venezolanos
- Inmobiliaria Sredni
- Cementos Argos
- Pizano
- Siderúrgica del Norte
- Vopak
- Muelles Aquamar
- Quintal
- Siduport

### Transport publiczny
W 2001 roku administracja okręgu rozpoczęła rozwój metropolitalnego systemu transportu zbiorowego TransMetro, wykorzystującego autobusy przegubowe. W 2015 roku z systemu korzystało dziennie około 110 000 osób.

## Sport

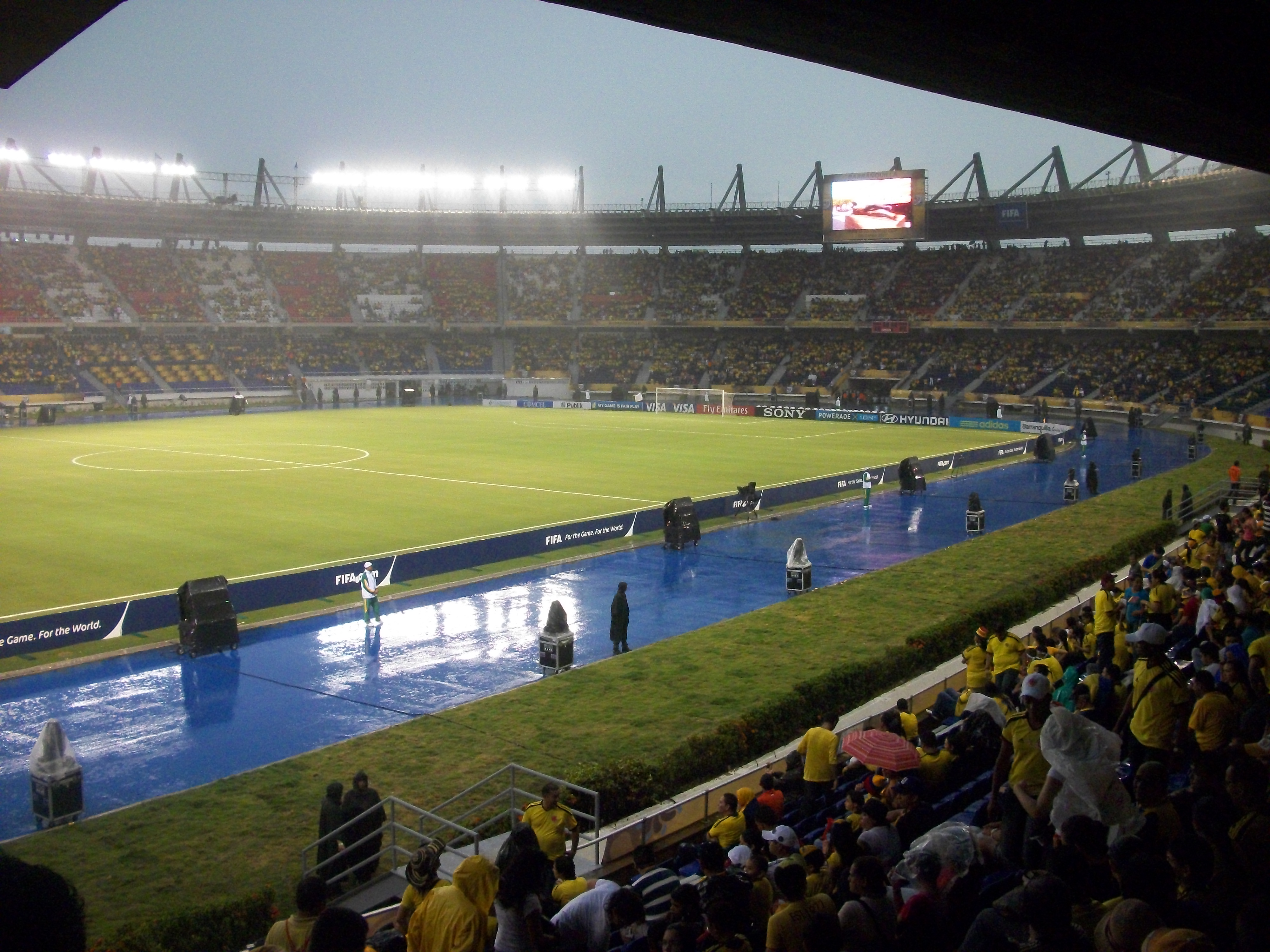
Stadion Estadio Metropolitano Roberto Meléndez

Miasto posiada rozwiniętą infrastrukturę sportową, która umożliwiła organizację imprez międzynarodowych takich jak igrzyska Ameryki Środkowej i Karaibów w 1946 roku i w 2018 roku, Copa América w 2001 roku oraz igrzysk boliwaryjskich w 1961 roku.

### Piłka nożna
11 maja 1986 roku otwarto stadion Estadio Metropolitano Roberto Meléndez, który może pomieścić 46 692 widzów. W Barranquilla siedzibę mają takie kluby piłkarskie jak: Barranquilla FC, Atlético Junior, Deportivo Unicosta, Uniautónoma FC, Deportivo Barranquilla oraz Sporting Club de Barranquilla.

### Baseball

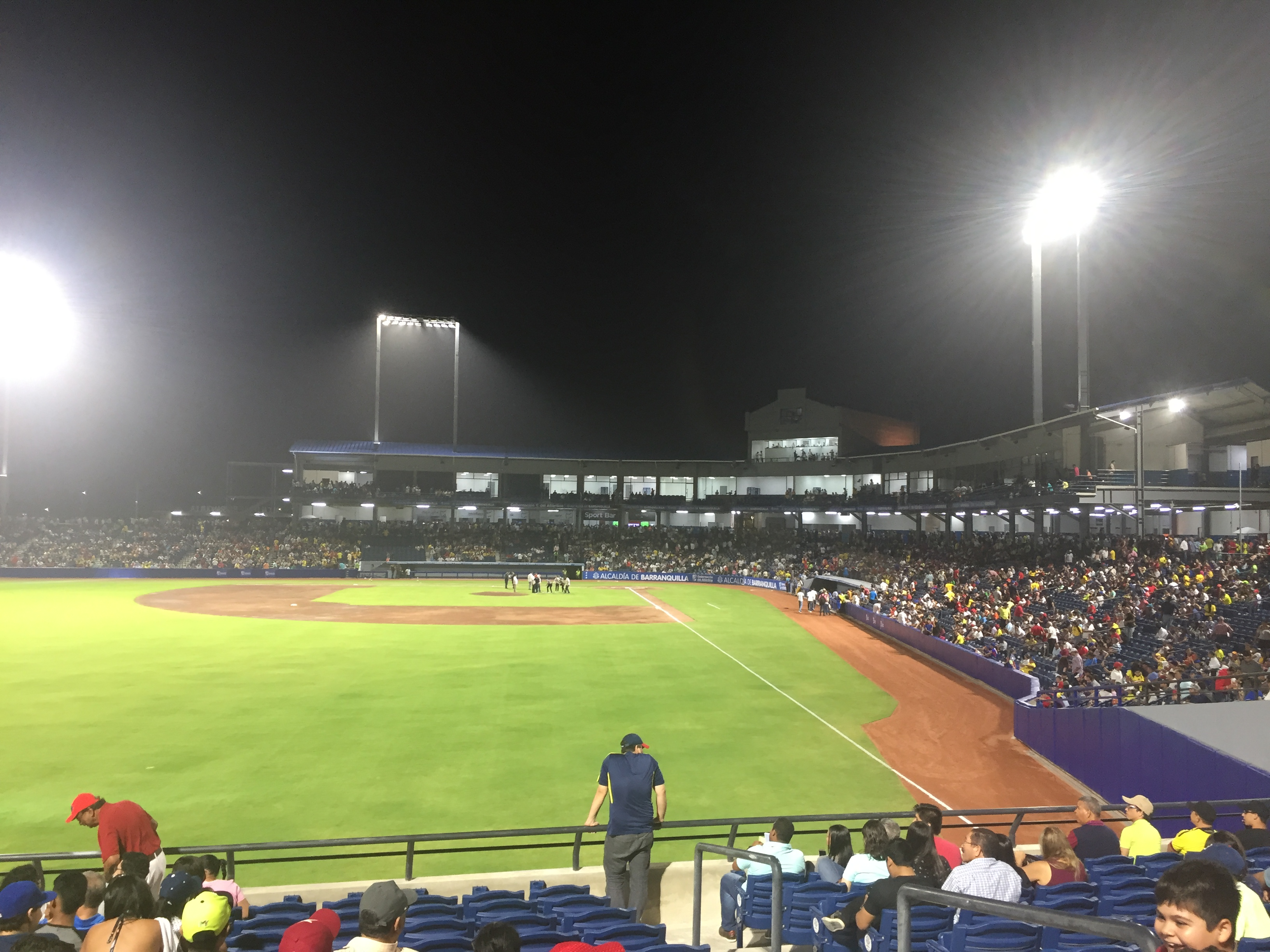
Stadion Estadio Édgar Rentería

W 1946 roku ukończono budowę stadionu baseballowego Estadio Tomás Arrieta. 1 lipca 2016 roku rozpoczęto rozbiórkę stadionu, a na jego miejscu wybudowano nowy stadion Estadio Édgar Rentería, który otwarto 31 maja 2018 roku. W Barranquilla siedzibę mają takie kluby baseballowe jak: Caimanes de Barranquilla, Gigantes de Barranquilla, Filtta de Barranquilla, Armco de Barranquilla, Cerveza Águila de Barranquilla, Hit de Barranquilla, Willard de Barranquilla oraz Eléctricos de Barranquilla.

### Koszykówka
W Barranquilla siedzibę ma drużyna koszykarska Titanes de Barranquilla. Zespół został założony w 2018 roku i od tego czasu co rok wygrywa Kolumbijską Ligę Koszykówki. W Barranquilli znajduje się niewielki stadion koszykarski Coliseo Elías Chegwin, mogący pomieścić 3000 osób.

## Przemysł
W Barranquili rozwinął się przemysł:
- petrochemiczny
- chemiczny
- cementowy
- spożywczy
- włókienniczy
- skórzany

Ponadto dobrze rozwinięte jest hutnictwo metali nieżelaznych, rybołówstwo oraz turystyka. Miasto jest punktem końcowym dla rurociągów gazu ziemnego z terenów północnej Kolumbii.

## Urodzeni w Barranquilli
- Luis Manuel Alí Herrera, biskup pomocniczy[57]
- José Amaya, piłkarz[58]
- Johan de Ávila, piłkarz[59]
- Carlos Bacca, piłkarz[60]
- Helmut Bellingrodt[61]
- Rafael Santos Borré, piłkarz[62]
- Juan Carlos Carrillo, bokser[63]
- Marco Coll, piłkarz[64]
- Gustavo Cuéllar, piłkarz[65]
- Olmes García, piłkarz[66]
- Teófilo Gutiérrez, piłkarz[67]
- Jack Guzman, aktor[68]
- Enrique Hanabergh, strzelec[69]
- Shakira, piosenkarka[70]
- Nelson Soto[71]
- William Tesillo, piłkarz[72]
- Macnelly Torres, piłkarz[73]
- Iván Valenciano, piłkarz[74]
- Arnulfo Valentierra, piłkarz[75]
- Sofía Vergara, aktorka[76]
- Carmen Villalobos, aktorka[77]

## Miasta partnerskie
Miasto Barranquilla ma podpisane umowy międzynarodowe o współpracy z takimi miastami jak:
- Aberdeen, Wielka Brytania
- Buenos Aires, Argentyna
- Kaohsiung, Tajwan
- Maracaibo, Wenezuela
- Nankin, Chiny
- Tampa, Stany Zjednoczone